# Piauí
O Piauí é uma das 27 unidades federativas do Brasil. Localiza-se no noroeste da Região Nordeste, englobando as sub-regiões do Meio-Norte e Sertão. Limita-se com cinco estados: Ceará e Pernambuco a leste, Bahia a sul e sudeste, Tocantins a sudoeste e Maranhão a oeste. Delimitado pelo Oceano Atlântico ao norte, o Piauí tem o menor litoral do Brasil, com 66 km. Sua área é de 251 577,738 km², sendo pouco maior que o Reino Unido, e tem uma população de 3 271 199 habitantes, segundo o censo 2022.
A capital e cidade mais populosa do estado é Teresina. Está dividido em 4 mesorregiões e 15 microrregiões, divididos em 224 municípios. Os municípios com população superior a oitenta mil habitantes são Teresina, Parnaíba e Picos. Tem um relevo moderado e a regularidade da topografia é superior a 53% inferiores aos 300m. Parnaíba, Poti, Canindé, Piauí e São Nicolau são os rios mais importantes e todos eles pertencem à bacia do rio Parnaíba. Possui clima tropical e semiárido. As principais atividades econômicas do estado são a indústria (química, têxtil, de bebidas), a agricultura (algodão, arroz, cana-de-açúcar, mandioca) e a pecuária.
O território piauiense começou a ser povoado na segunda metade do século XVII, quando vaqueiros vindos do Vale do São Francisco, na Bahia, chegaram à procura de pastos. Em 1715, a região, até então pertencente à Bahia e a Pernambuco, passou a fazer parte do Maranhão. Em 1758, foi desmembrada do Maranhão a Capitania do Piauí, a qual foi desligada da administração portuguesa no Maranhão em 1811, pelo príncipe Dom João.
Depois que o Brasil tornou-se independente, em 1822, as tropas com fidelidade a Portugal ocuparam a cidade de Parnaíba; as adesões foram recebidas pelo grupo, mas os piauienses acabaram por derrotar os portugueses em 1823 na Batalha do Jenipapo. Alguns anos após a batalha, por movimentos revoltosos, como a Confederação do Equador e a Balaiada, o Piauí também foi atingido. Em 1852, o governo provincial transferiu a capital de Oeiras para Teresina, desde então o estado começou a crescer economicamente. Desde a Proclamação da República no Brasil, o estado apresentou um terreno político tranquilo, mas muitas dificuldades para que se desenvolvesse social e economicamente, cenário social e econômico que tem mudado nas últimas décadas.

## Etimologia

Do tupi: pîaba, (piaba, piava ou piau), e 'y (rio). Ambos os termos estão em relação genitiva, o que dá a ideia de origem, pertencimento, e enseja a inversão dos termos (conforme indicam as setas).

Inicialmente, as terras do Piauí receberam a denominação de Piagüí, nome dado pelos seus indígenas. Mais tarde, chamaram-nas Piagoí. Somente depois é que ficaram conhecidas por Piauí. O topônimo "Piauí" vem da língua tupi, na qual significa "rio das piabas" (também chamadas de piava ou piau).
Também existe a teoria que a palavra Piauí significa "terra dos piagas", ou seja, terra de pajés e povos indígenas.

## História

### Pré-história e povos indígenas

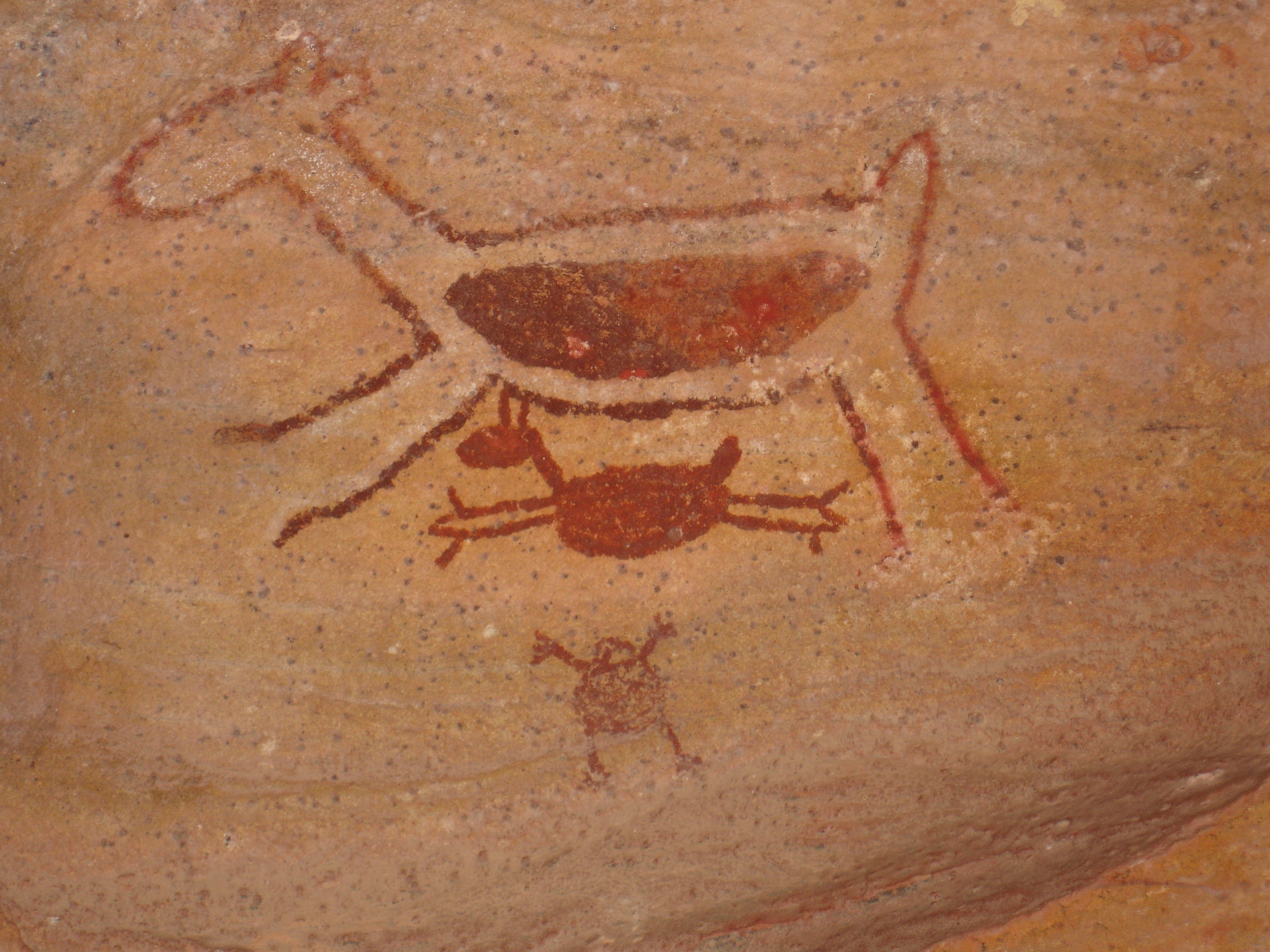
Pintura rupestre símbolo do Parque Nacional da Serra da Capivara.

Um importante sítio arqueológico brasileiro é a Serra da Capivara, no sudeste do Piauí, na qual há diversas pinturas rupestres e foram encontrados, desde a década de 1970, diversos artefatos, como carvões e ferramentas de pedra, que podem ter sido produzidos por humanos, o que indica, segundo a arqueóloga Niède Guidon, que a presença humana na região remonta a, pelo menos, 50 mil anos, o que implicaria uma ocupação humana nas Américas muito anterior ao pensado. Entretanto, essa hipótese é bastante polêmica entre os cientistas, o que se deve a diversos fatores, como a grande antiguidade em comparação com outros sítios arqueológicos mais antigos no continente americano, a ausência de fósseis humanos que corroborem uma presença humana tão antiga e a teoria de que os carvões seriam de origem natural e as ferramentas, fabricadas por símios.
Em vários pontos do território piauiense, foram encontradas pinturas rupestres, como na Serra da Capivara, Sete Cidades e Serra das Confusões, muitas das quais com mais de 10 mil anos de idade.
Quando da chegada dos europeus, o território do Piauí era habitado por diversos povos indígenas, dentre os quais se destacam os tremembés, acroás, gueguês, tarairiús, jaicós e timbiras, do tronco linguístico macro-jê; os tabajaras, do tronco linguístico tupi; e os pimenteiras, do tronco caribe.

### Período colonial
O território piauiense começou a ser desbravado provavelmente no início do século XVII, destacando-se, nessa época, a expedição de Martim Soares Moreno, que alcançou a foz do Rio Parnaíba, e a de jesuítas que, ao se dirigirem de Pernambuco ao Maranhão, passaram pelo Piauí.
Na segunda metade do século XVII, a região do Piauí foi desbravado por bandeirantes paulistas, os quais caçavam indígenas para escravizar. Destaca-se o nome de Domingos Jorge Velho, que batizou o Rio Parnaíba em homenagem à sua vila natal, Parnaíba (atual Santana de Parnaíba).

A colonização do Piauí, a qual ocorreu do interior para o litoral, começou na década de 1670, quando vaqueiros vindos da parte baiana do Vale do São Francisco penetraram em seu território pelo sudeste. Esses colonos receberam sesmarias e combateram grupos indígenas hostis. Ao longo dos rios piauienses, como o Gurgueia, Piauí, Parnaíba e Canindé, formaram-se fazendas de gado. O capitão português Domingos Afonso Mafrense, ou capitão Domingos Sertão, como era conhecido, foi um dos sesmeiros que ocuparam essas terras; possuía trinta fazendas de gado e foi o mais alto colonizador da região, doando suas fazendas, após sua morte, em 1711, aos padres jesuítas. 

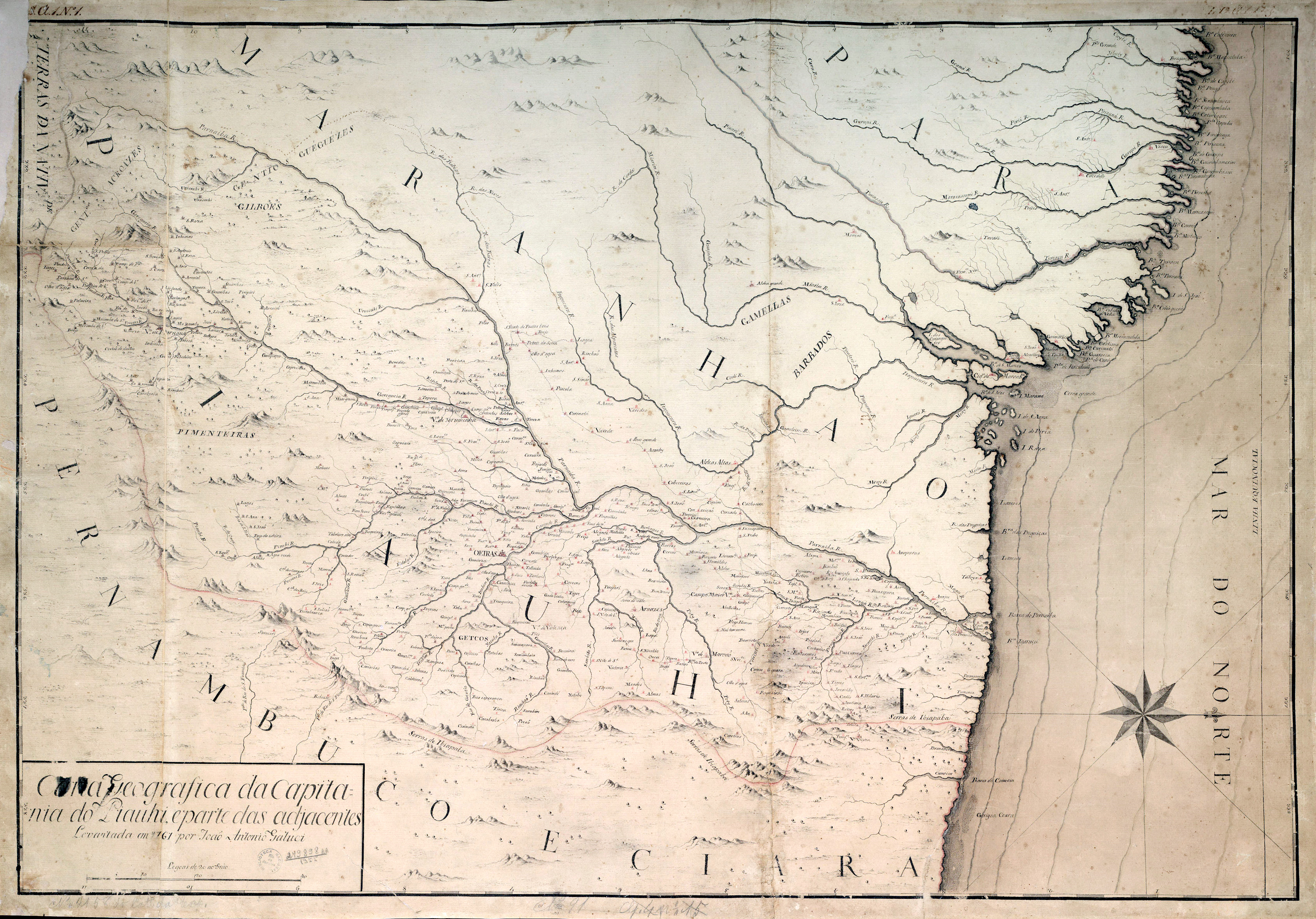
Henrique Antonio Galluzzi (1761): Mapa do Piauí Colonial. Digno de nota as vilas, as fazendas de gado e as áreas ocupadas pelos indígenas: Jaicós, Akroá, Pimenteiras, Barbados, Gamelas, Gilbués e Gueguês.

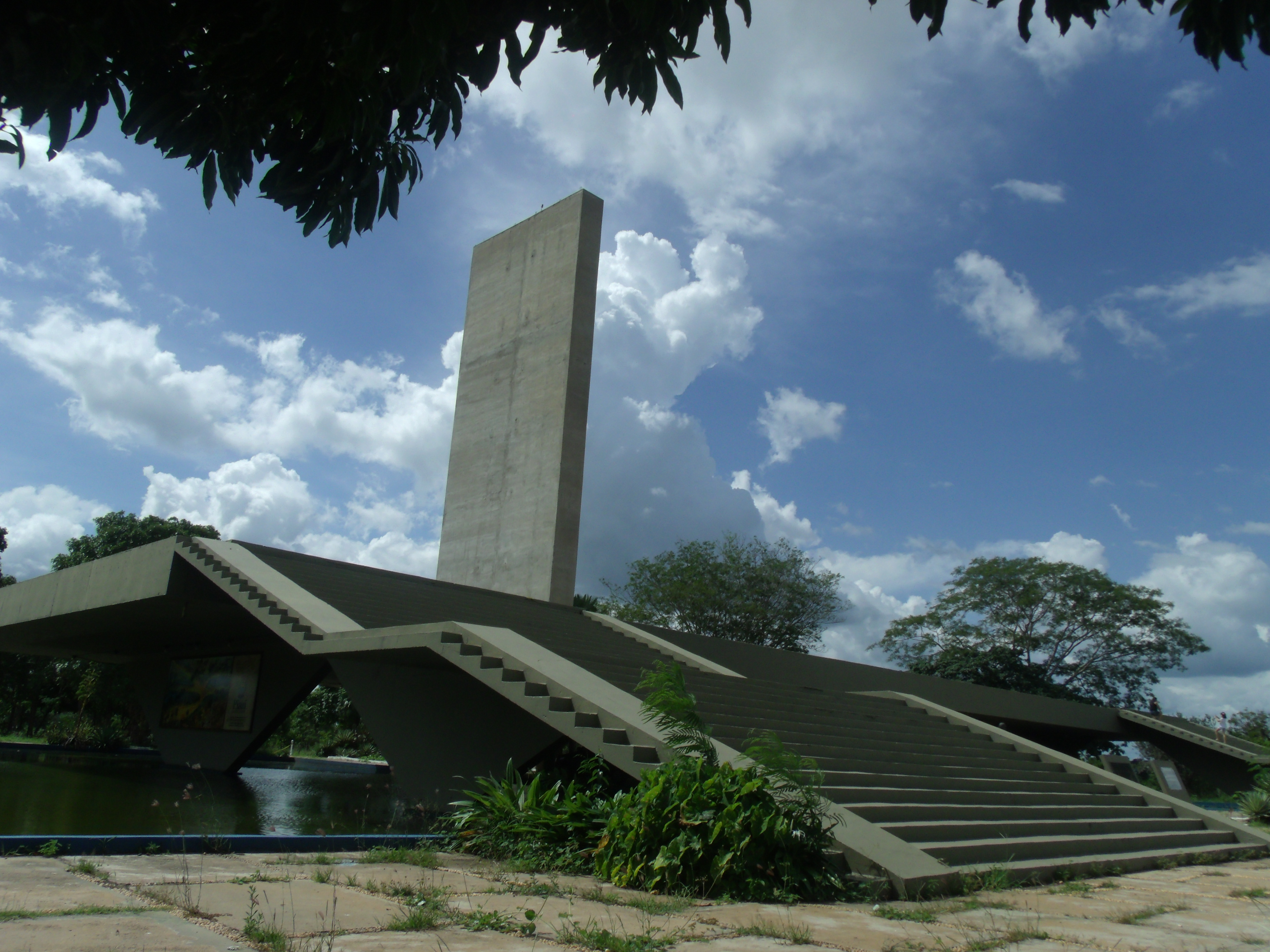
Monumento do Jenipapo, símbolo de bravura do povo piauiense. Lá, ocorreu uma das principais guerras em prol da Independência do Brasil.

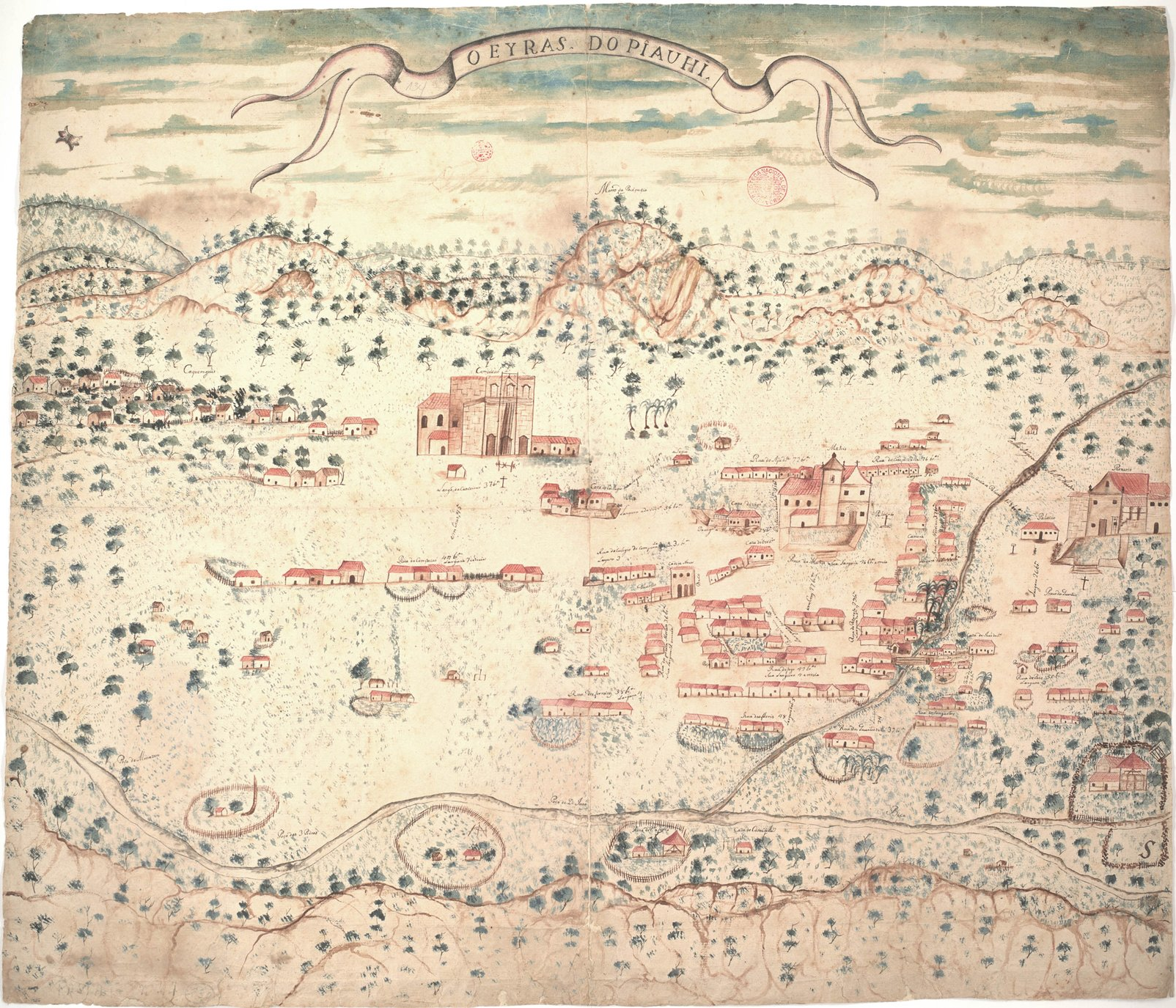
Imagem de 1758 de Oeiras, primeira capital do estado.

Em 1715, o território, até então sob a jurisdição da Bahia e de Pernambuco, passou para a do Maranhão.
À medida que cresciam a pecuária e as fazendas de gado no Piauí, cresciam também os mercados consumidores, abastecendo os mercados não apenas do Nordeste, mas também do Pará, Minas Gerais e Rio de Janeiro.
A contribuição dos padres jesuítas foi decisiva na colonização do Piauí, principalmente no desenvolvimento da pecuária, que, em meados do século XVIII, atingiu seu auge. Com a expulsão dos jesuítas do Império Português (1759) pelo Marquês de Pombal, as fazendas foram incorporadas à Coroa portuguesa e entraram em declínio.
Durante o processo de colonização do Piauí, muitos portugueses migraram para esse território e muitos africanos escravizados foram trazidos para terras piauienses para trabalhar na pecuária e na lavoura algodoeira.
Em 1758, foi criada a Capitania do Piauí, desmembrada da do Maranhão, tendo como capital a Vila da Mocha, o primeiro núcleo demográfico piauiense, e como primeiro governador João Pereira Caldas, em cuja administração (1758-1769) a Vila da Mocha foi elevada à categoria de cidade, com o nome de Oeiras, e receberam o título de vila as localidades de Jerumenha, Valença (atual Valença do Piauí), Marvão (atual Castelo do Piauí), Parnaguá, Campo Maior e Parnaíba. Em 1811, essa Capitania foi desligada do Estado do Maranhão e passou a pertencer ao Estado do Brasil.

### Período imperial
Em agosto de 1822, Portugal enviou para Oeiras, para evitar a independência do Brasil, João José da Cunha Fidié, nomeado governador de armas do Piauí. Com a independência, províncias do Norte e Nordeste, dentre elas o Piauí, continuaram sob domínio português, apesar de Parnaíba ter jurado lealdade a Dom Pedro I em 19 de outubro, seguida das vilas de Piracuruca e Campo Maior.
Pouco mais de seis meses depois do Grito do Ipiranga, em 13 de março de 1823, ocorreu a Batalha do Jenipapo, em Campo Maior, onde piauienses, cearenses e maranhenses, grande parte deles com armas rústicas e sem nenhum treinamento militar, derrotaram as tropas portuguesas, sendo esse um momento marcante para a adesão do Piauí à independência do Brasil. A tropa de Fidié, capitão da tropa portuguesa, saiu enfraquecida e este acabou por ser derrotado e preso em Caxias, no Maranhão, alguns meses depois.
Posteriormente, dois movimentos em províncias vizinhas tiveram reflexos no Piauí: a Confederação do Equador (1824), quando Parnaíba e Campo Maior aderiram ao movimento e recusaram-se a jurar lealdade à Constituição imposta por Dom Pedro I, e a Balaiada (1838-41), na qual os piauienses lutaram por melhores condições de vida.

Desde o século XVIII, havia a ideia de transferir a capital do Piauí para um outro local, às margens do Rio Parnaíba, ou mesmo Parnaíba, o que se devia à má localização e dificuldades de comunicação e transporte de Oeiras. Em 1844, o então presidente da província do Piauí, José Ildefonso de Sousa Ramos, sancionou uma lei que ordenava a transferência da capital provincial para um local na confluência do riacho Mulato com o rio Parnaíba, recebendo a cidade o nome de Regeneração, mas tal medida nunca foi efetivada.

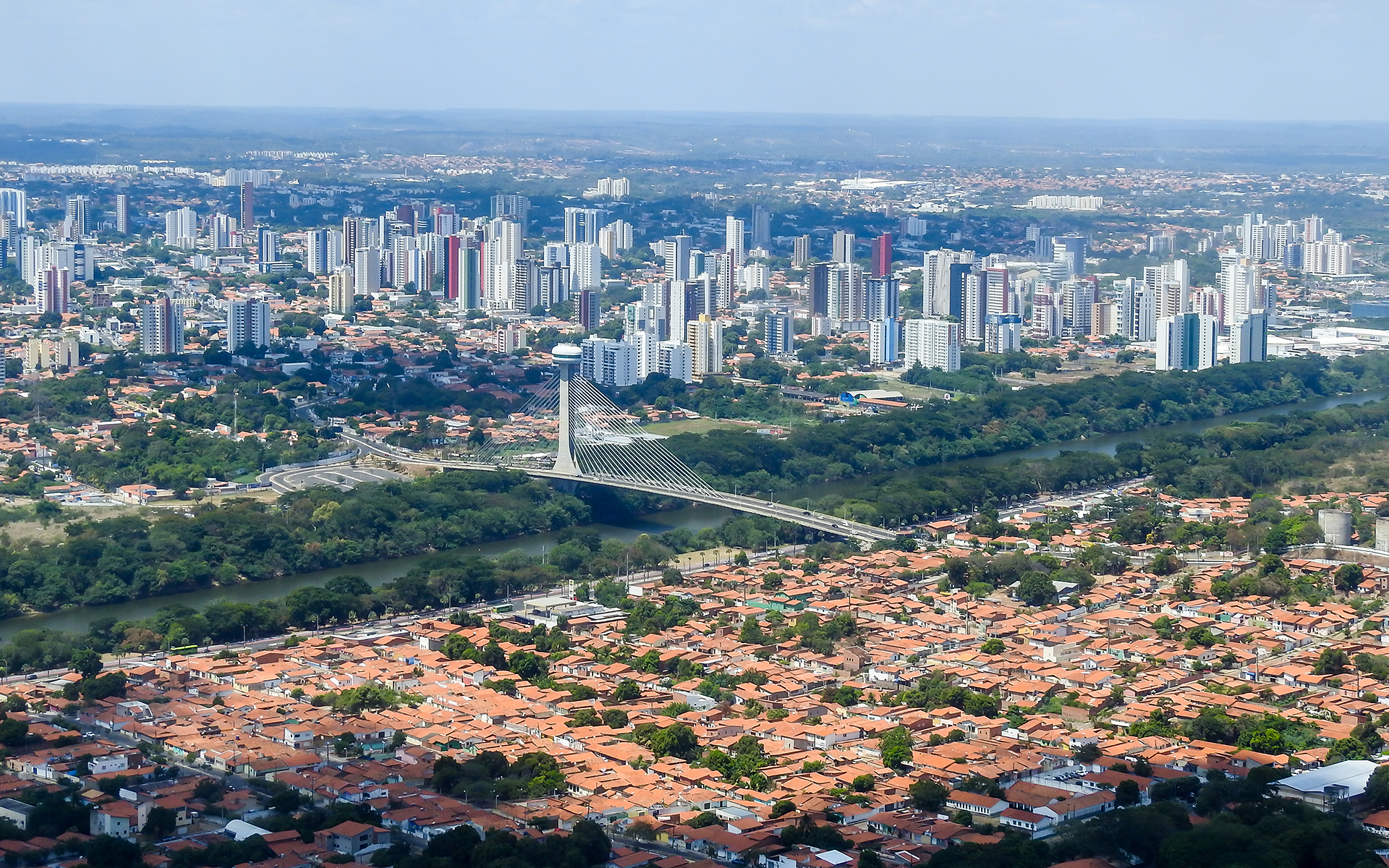
Teresina foi a primeira capital planejada do Brasil.

Em 1850, José Antônio Saraiva ascendeu à presidência da província do Piauí e logo recebeu propostas para transferir a sua capital para Parnaíba, Campo Maior ou Piracuruca, mas decidiu, ainda nesse ano, que a capital piauiense seria transferida para um novo local, seis quilômetros ao sul da vila do Poti (atual bairro do Poti Velho), aonde foi construída a Vila Nova do Poti, para a qual foi transferida a capital da província em agosto de 1852, recebendo o nome de Teresina, em homenagem à imperatriz Teresa Cristina, esposa de Dom Pedro II.

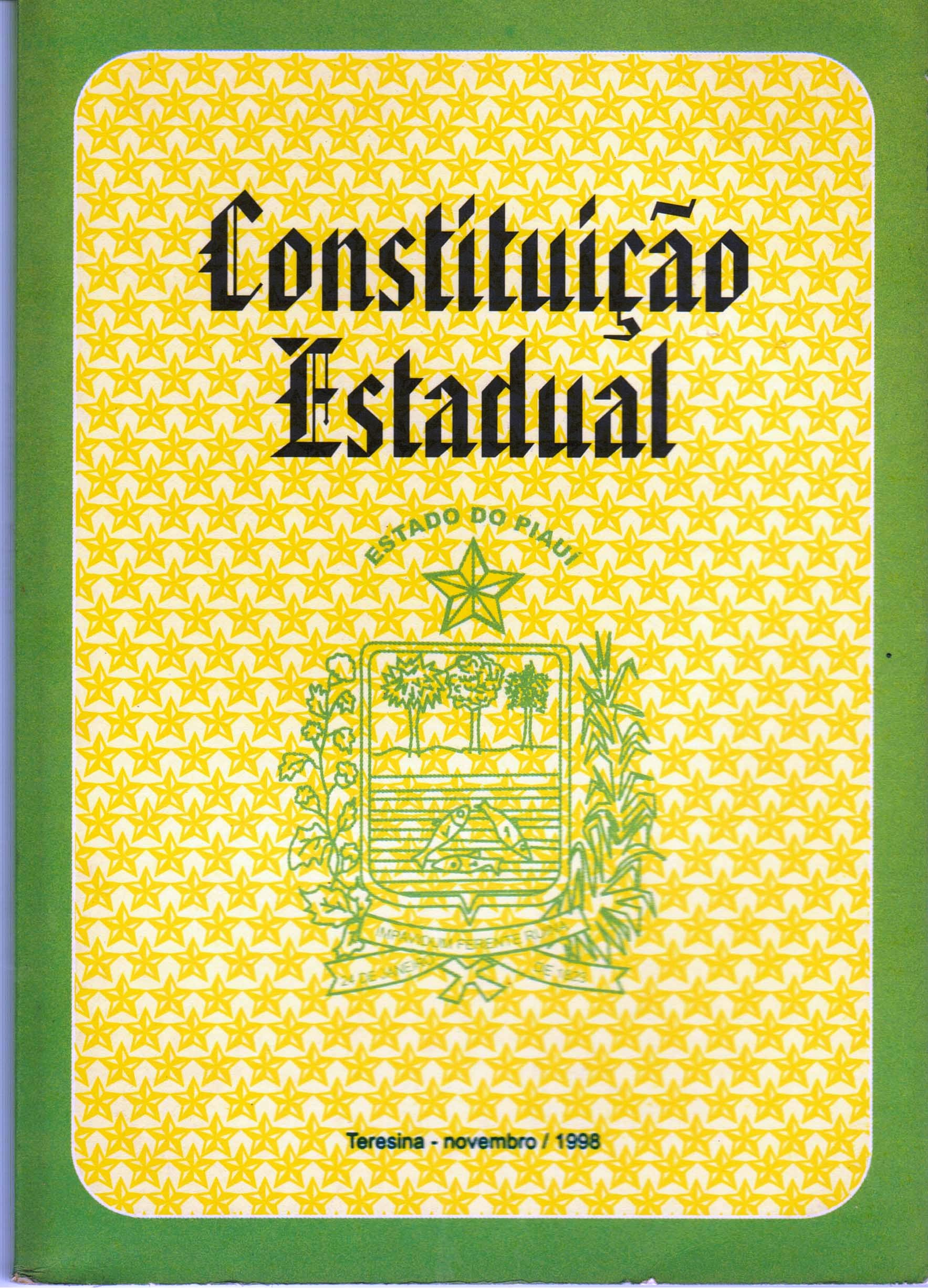
Constituição do Estado do Piauí.

### República
Em 1889, com a Proclamação da República, o Piauí se tornou um Estado da Federação e, dois anos depois, foi promulgada a sua primeira constituição. Em 1896, Raimundo Artur de Vasconcelos se tornou o primeiro governador eleito do estado.
Politicamente, a República Velha no Piauí foi marcada por relativa tranquilidade política, interrompida algumas vezes – como na ameaça de golpe em 1916, quando o então governador Miguel de Paiva Rosa foi acusado de fraudar as eleições a favor do candidato da situação, e a tentativa de golpe contra o governador João Luís Ferreira em 1922 –, e pelas dificuldades econômicas das gestões estaduais. Do ponto de vista econômico, a República Velha nesse estado foi marcada pela decadência da pecuária e a sua substituição pelo extrativismo de produtos como a maniçoba, carnaúba, babaçu, sisal e ticum.
Entre 1925 e 1926, o movimento político-militar tenentista conhecido como Coluna Prestes, que visava a reformas políticas e sociais e o fim dos governos oligárquicos na República Velha, passou pelo Piauí, por diversos municípios. Ao passarem por Teresina, os revoltosos deixaram um rastro de pavor e o pânico tomou conta da população. Segundo historiadores, o então governador, Matias Olímpio de Melo, tentou, sem sucesso, impedir a entrada na capital através da construção de um canal ligando os rios Poti e Parnaíba. Dentre os fatos mais importantes da passagem do movimento pela capital, vale destacar a prisão de Juarez Távora, um dos líderes da Coluna. Este não foi "justiçado", isto é, não sofreu violência por conta da atuação dos oficiais do Exército brasileiro, que comandavam as tropas legalistas, chefiadas pelo Secretário de Segurança Pública do Piauí, tenente Jacob Manuel Gaioso e Almendra.
O Piauí foi um dos primeiros estados a aderir à Revolução de 1930 e, nesse contexto, o então governador foi deposto pelos revoltosos e o estado passou a ser governado por interventores nomeados pelo presidente Getúlio Vargas. Apenas em 1947, no contexto da redemocratização do Brasil após o Estado Novo, o estado voltou a eleger governadores pelo voto direto, permanecendo assim até o início da Ditadura militar.
A partir de meados do século XX, o estado teve um processo de modernização, com construção de infraestrutura como rodovias, melhora da infraestrutura urbana e projetos de agricultura irrigada, com muito desse dinheiro provindo de incentivos fiscais. A partir da década de 1990, o estado apresentou um crescimento econômico acelerado, devido ao agronegócio, praticado na região do Matopiba, e ao fortalecimento dos setores de comércio e da construção.

## Geografia

### Relevo

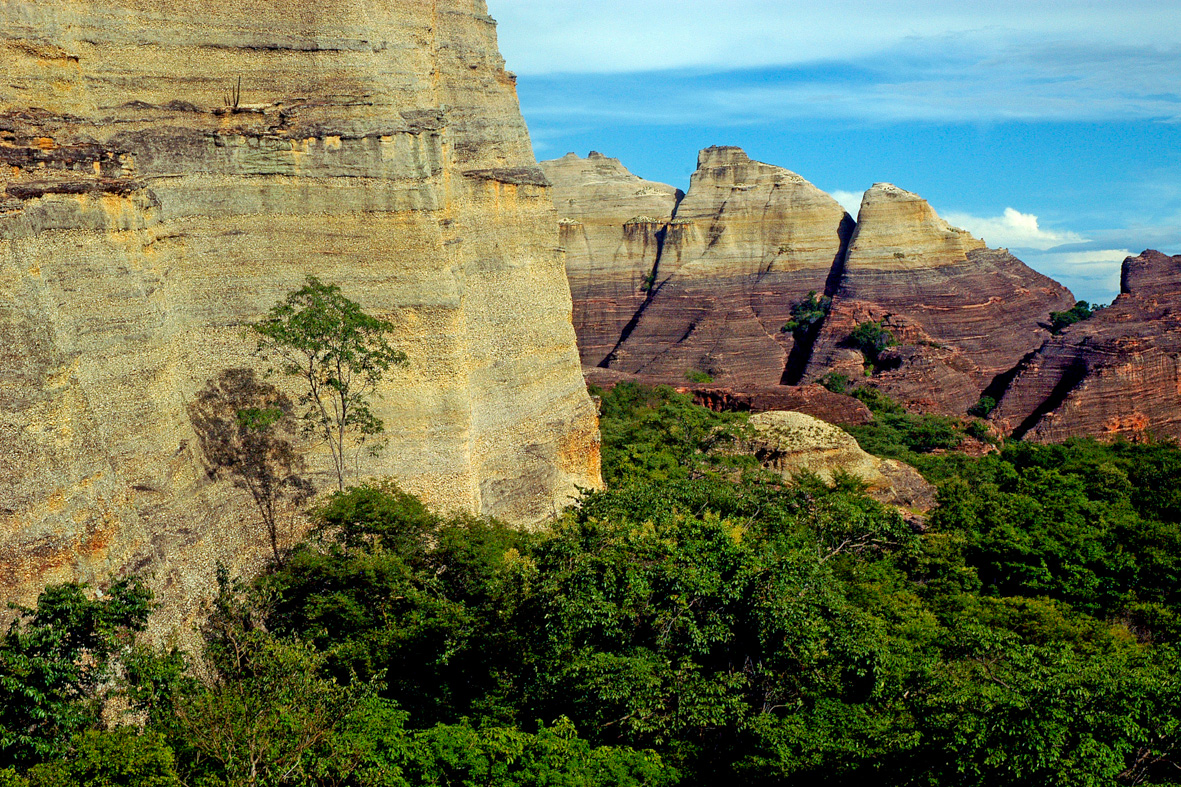
Panorama do Parque Nacional da Serra da Capivara

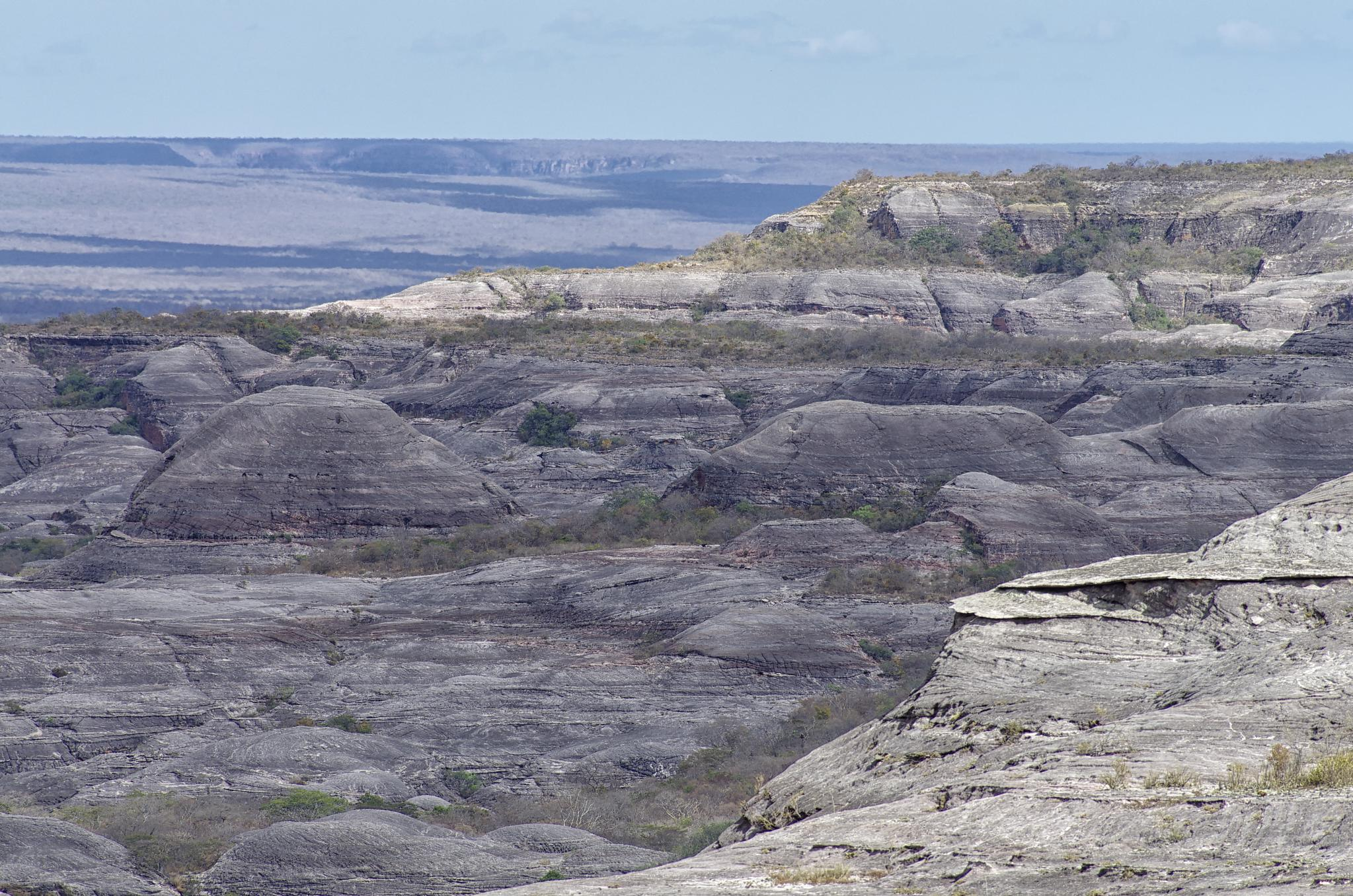
Parque Nacional da Serra das Confusões

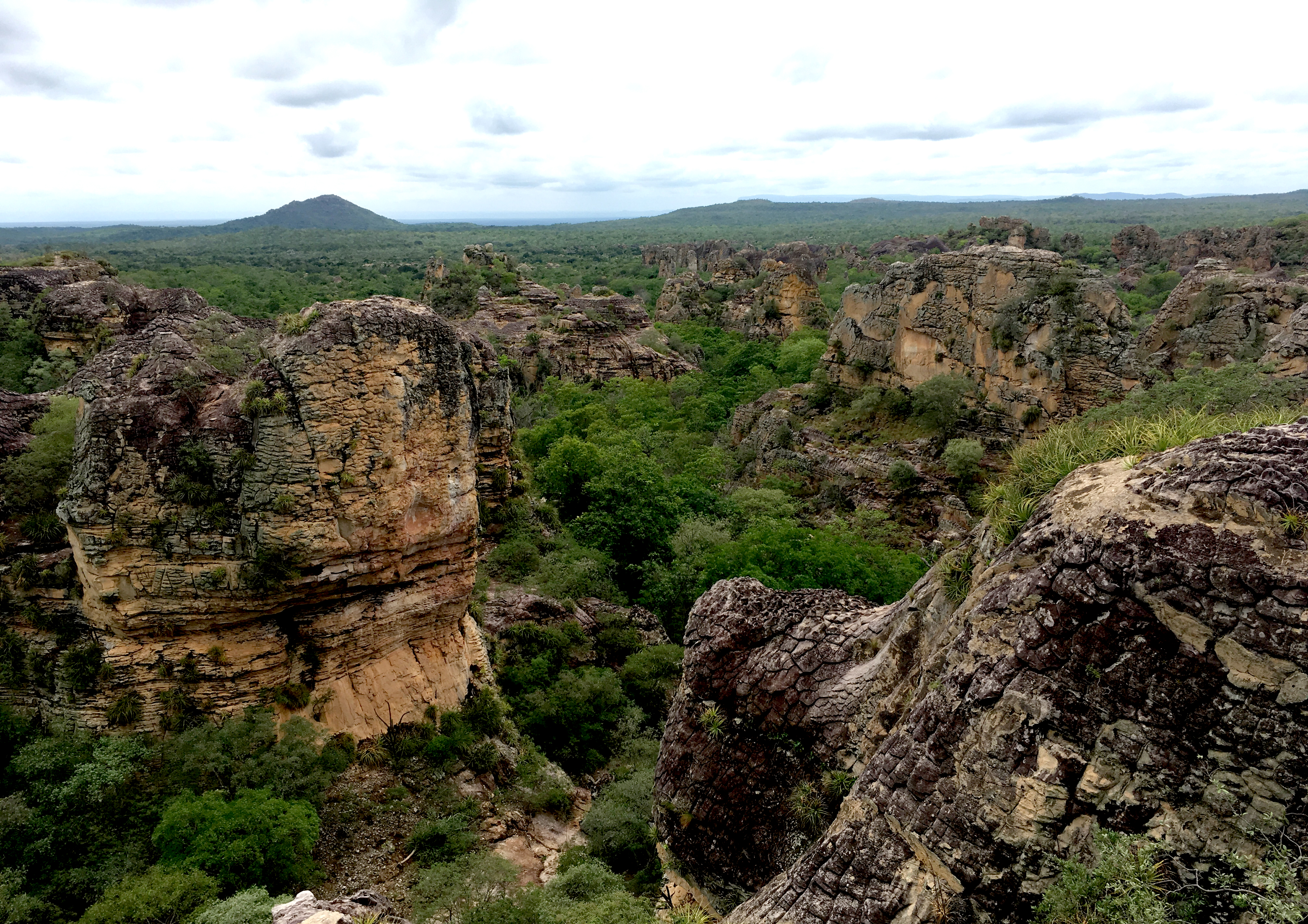
Parque Nacional de Sete Cidades

O relevo piauiense é modesto e de topografia regular, com cerca de 92% do território do estado se encontrando abaixo de 600 m de altitude e 53% abaixo de 300 m.
O relevo do Piauí é constituído das seguintes unidades morfológicas: baixada litorânea, planalto de chapadas e cuestas e planície do Parnaíba.
A baixada litorânea, no norte, é composta de terrenos arenosos e baixos, com tabuleiros areníticos. Nela, está o delta do Parnaíba, o único em mar aberto das Américas.
O planalto de chapadas e cuestas equivale à parte oriental da bacia sedimentar do Meio Norte e à maioria do território piauiense. No centro do estado, as camadas geológicas possuem disposição horizontal e formam chapadas com altitudes variando entre 300 e 600 m, enquanto que, no leste, as camadas são inclinadas e formam as chamadas cuestas, com altitudes entre 500 e 700 m, formando a Serra da Ibiapaba, que é uma cuesta, em parte da divisa com o Ceará.
A planície do Parnaíba, estreita e alongada, junta-se no norte com a baixada litorânea.

### Hidrografia
Enquanto quase todos os estados do Nordeste oriental contam com apenas um rio perene, o rio São Francisco, com aproximadamente 1 800 quilômetros dentro de seus territórios, o Piauí conta com o rio Parnaíba e com alguns de seus afluentes, entre eles o Uruçuí Preto, o Gurgueia, Longá e o Poti. O estado conta ainda com lagoas de notável expressão, tais como a de Parnaguá, Buriti e Cajueiro, que vêm sendo aproveitadas em projetos de irrigação e abastecimento de água na região.
A perenidade dos rios piauienses, entretanto, encontra-se ameaçada. Os rios sofrem intenso processo de assoreamento, sempre crescente, em decorrência do desmatamento acentuado que ocorre no estado, principalmente nas nascentes e nas margens dos rios. O estado encontra-se com 82,5% de seu território dentro do polígono das secas, segundo dados da Organização das Nações Unidas para Agricultura e Alimentação (FAO).

### Vegetação

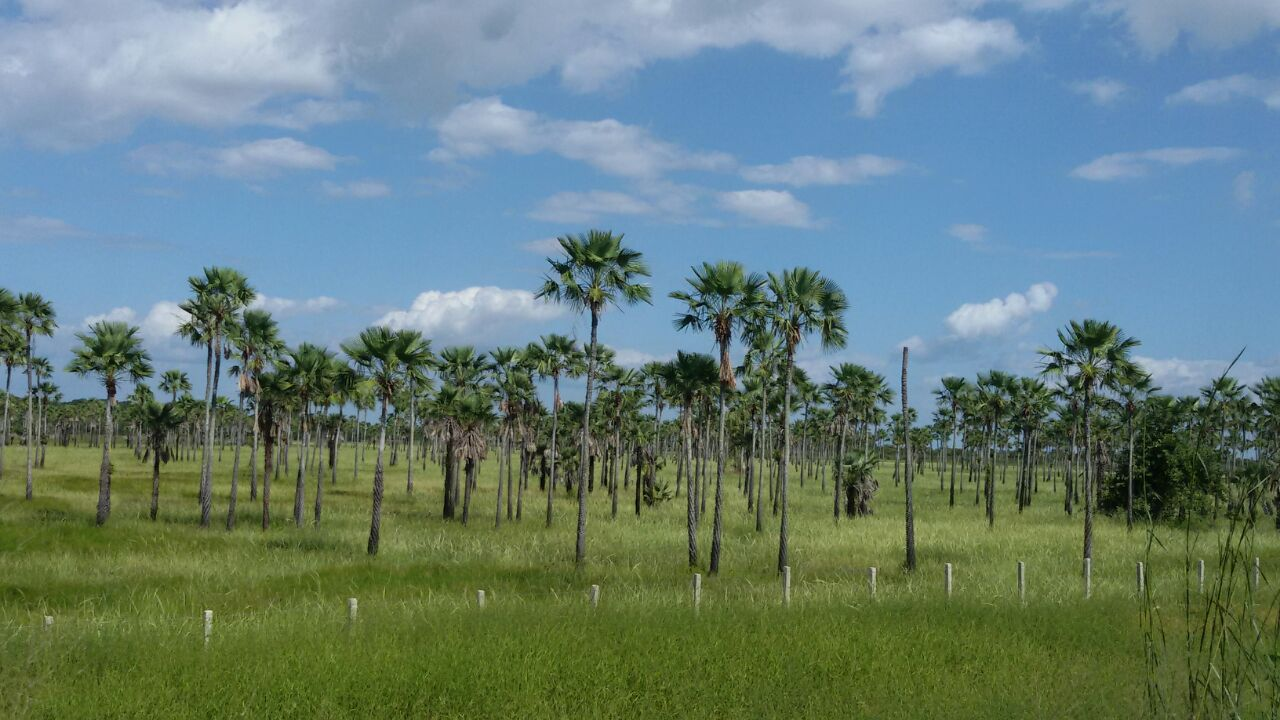
Palmeiras de carnaúba em Campo Maior.

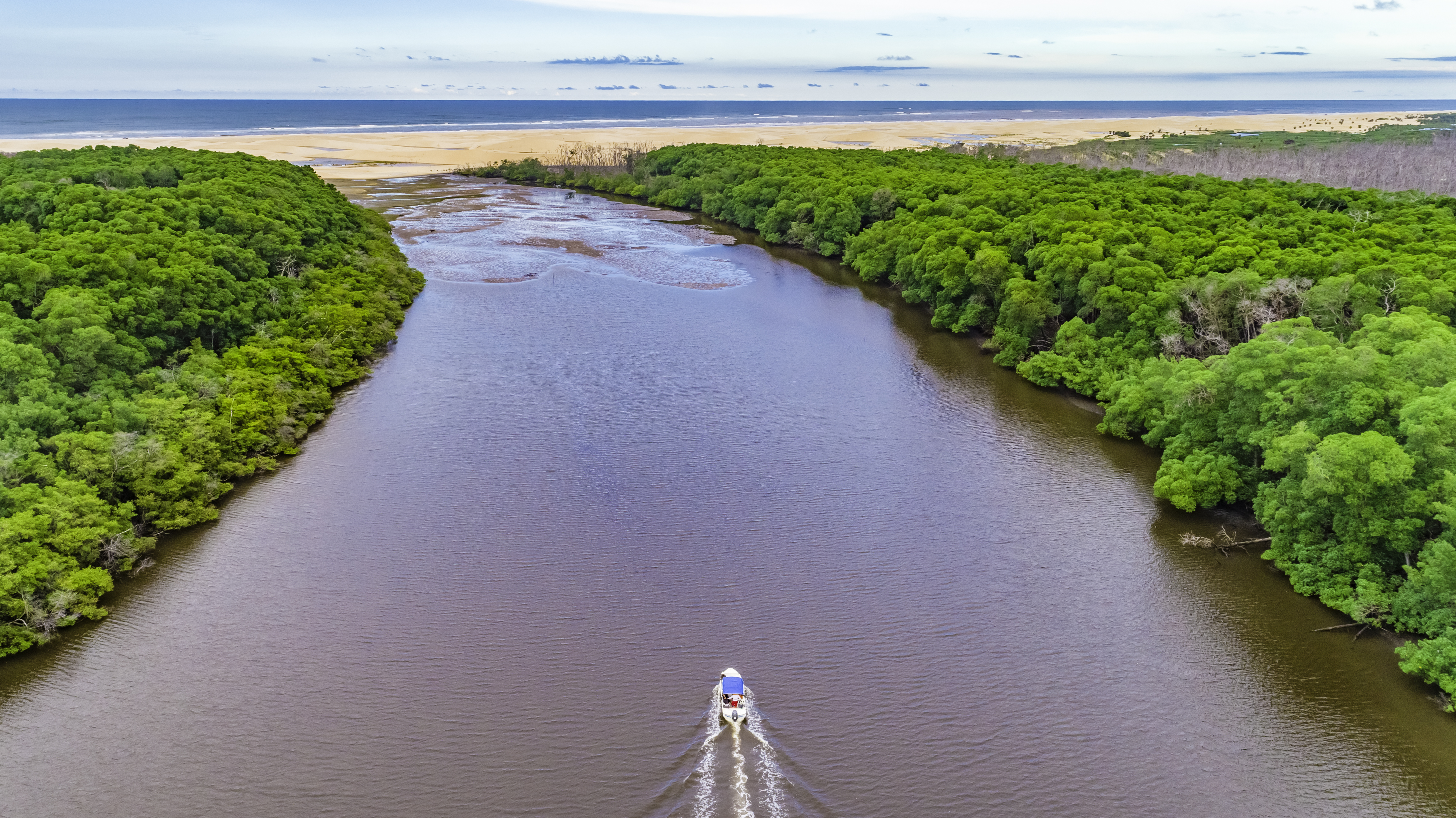
O delta do Parnaíba é uma região que apresenta uma vegetação variada, com zonas de manguezais, restingas igarapés e manchas de carnaúba

O território piauiense está em uma zona de contato entre diferentes biomas: a Caatinga, no sul e sudoeste do estado; a Mata de Cocais, majoritária no estado, sendo esta uma transição entre a Caatinga e a Amazônia; a floresta, bastante devastada, ao longo do Rio Parnaíba e na Serra da Ibiapaba e mangues no litoral. Devido à diversidade de biomas e ao comprimento do estado, diversas espécies vegetais podem ser encontradas em seu território, sendo as mais conhecidas a carnaúba, o buriti e o babaçu.

### Clima

Mapa climático do Piauí

Dois tipos de clima são registrados no Piauí: o tropical com estação seca (Aw), majoritário no estado, com chuvas no verão e invernos secos, temperaturas médias anuais entre 25 e 27°C e precipitação média anual variando de 700 mm no sul e 1200 mm no norte, e o semiárido quente (BSh), no sudeste do estado, com temperaturas médias anuais em torno de 24 a 25°C e precipitações em torno de 600 mm, concentradas no verão e irregulares.

### Disputa de limites territoriais
O litígio de limites entre Ceará e Piauí compreende um território de aproximadamente 3.000 km², localizado na Serra da Ibiapaba, nos limites entre os estados brasileiros do Ceará e do Piauí. As regiões reivindicadas passaram a ser popularmente conhecidas como Cerapió e Piocerá.

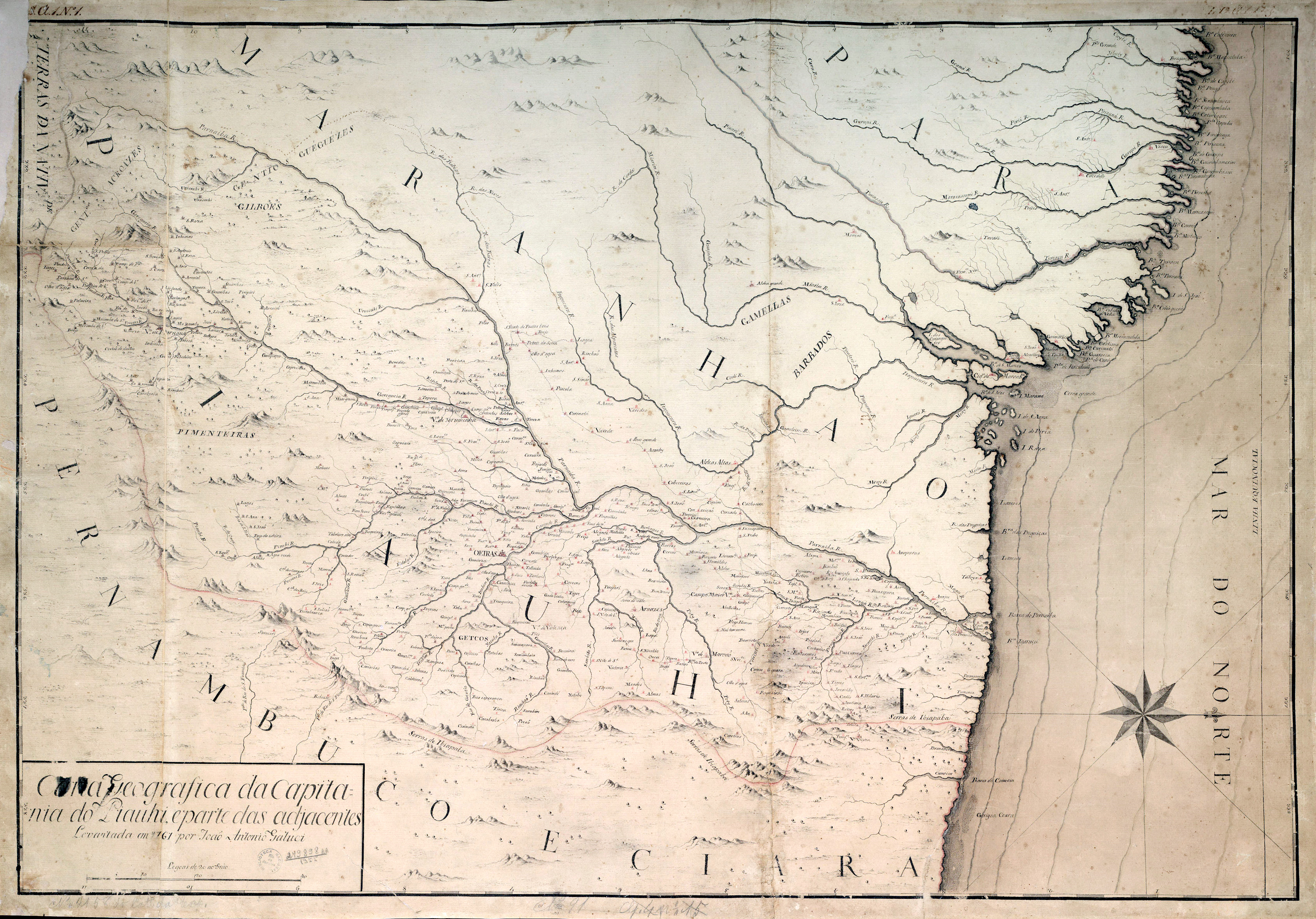
Mapa do Piauí em 1761, mostrando o litoral piauiense para além do rio Timonha.

O litígio tem origem no governo colonial de Manuel Inácio de Sampaio e Pina Freire, do Ceará, quando o engenheiro Silva Paulet apresentou um mapa da província que mostrava o limite oeste do litoral até a foz do rio Igaraçu. Dessa forma, a localidade de Amarração, atual cidade piauiense de Luís Correia, faria parte do território do Ceará. Durante o século XIX a localidade teve assistência da cidade cearense vizinha, Granja, até que em 1874 os parlamentares estaduais decidiram elevar a localidade à categoria de vila. Tal atitude chamou a atenção dos políticos do Piauí que reivindicaram o território. A solução para o impasse ocorreu com o Decreto Geral nº 3.012, de 22 de novembro de 1880, determinando que haveria uma troca, na qual o Piauí restabeleceria a totalidade de seu litoral e o Ceará incorporaria os municípios de Crateús e Independência.
Desde essa época, portanto, que nos limites entre o Ceará e o Piauí persistem vários pontos com indefinições e ambas as unidades da federação continuam disputando o controle de tais locais. Segundo o deputado estadual Neto Nunes (PMDB-CE), a indefinição permanece porque «o Piauí quer uma parte de serra, fértil, bom clima, com pousadas, uma região turística do estado», enquanto o pedaço trocado pelo litoral seria de sertão.
Após a Constituição de 1988, foi proposto que em 1991 seria resolvida a questão do litígio de limites entre os estados, mas só em 2008 foi apresentado um acordo sobre a questão, com o Piauí ficando com 1.500 hectares e o Ceará com 1.000. Em outubro de 2011, no entanto, o diálogo entre os dois estados foi abalado pela decisão do governo do Piauí de entrar com uma ação civil ordinária no Supremo Tribunal Federal (STF), reivindicando uma área total de 2.821 quilômetros quadrados que hoje pertence ao Ceará. Se o STF acatar o pedido do governo piauiense, o estado do Ceará perderia 66% do município de Poranga, 32% de Croatá, 21% de Guaraciaba do Norte, 18% de Carnaubal, 8% de Crateús, além de 7% de Ipaporanga.

## Demografia

### Religião

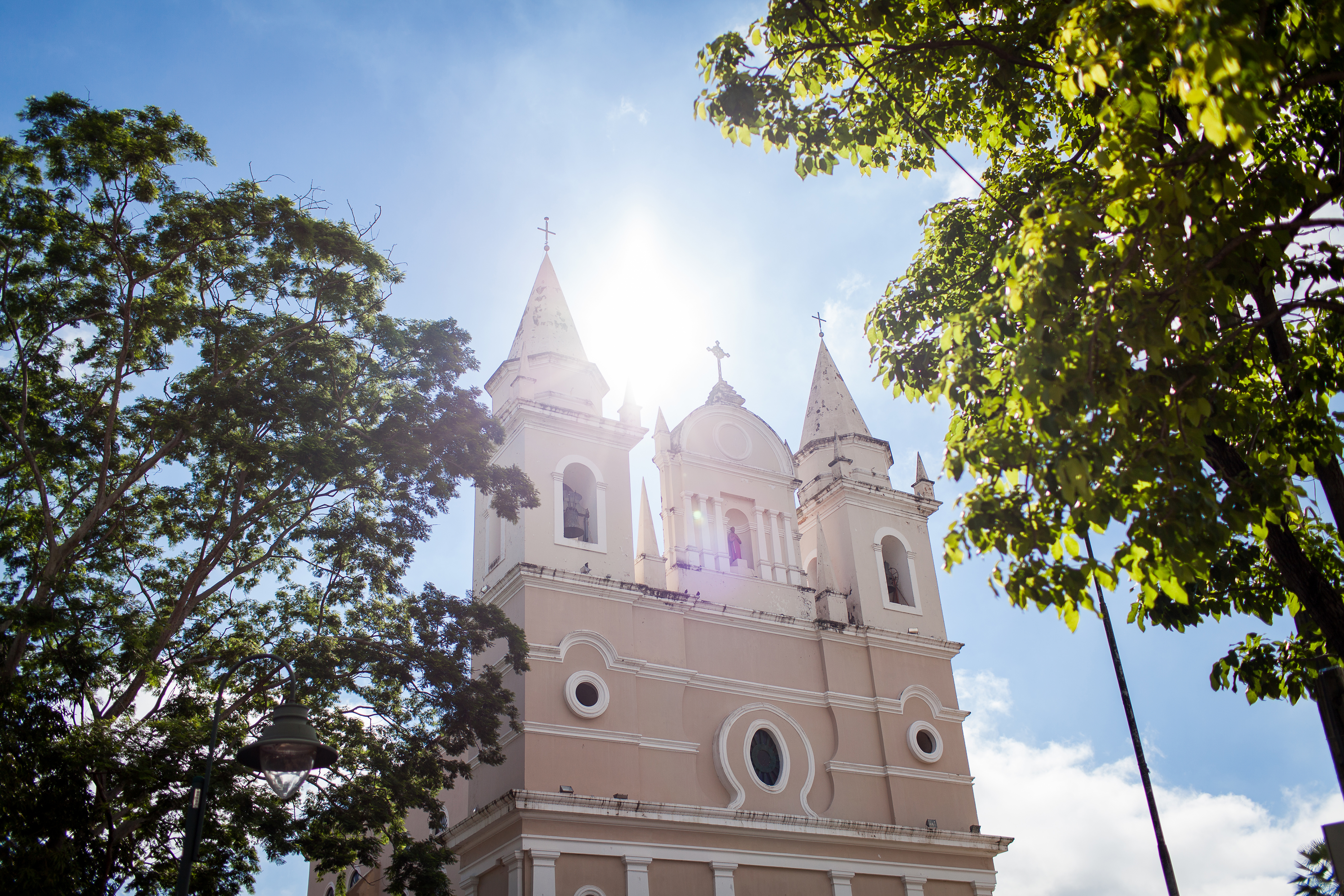
Igreja São Beneditɒ em Teresina

A população do Piauí é predominantemente cristã. Segundo o censo de 2022, a composição religiosa da população piauiense de idade igual ou superior a 10 anos é a seguinte: 77,43% católicos, 15,56% protestantes, 4,3% sem religião, 0,43% umbandistas e candomblecistas, 0,37% espíritas, 1,83% outras religiões e 0,08% não sabe ou não declarou. Isso faz do estado a unidade federativa brasileira com maior proporção de católicos e a menor proporção de protestantes no país.
Há uma grande diversidade de manifestações religiosas no Piauí, expressando a identidade multicultural do seu povo. Segundo levantamento realizado por aplicativo desenvolvido pela Prefeitura Municipal de Teresina, existem mais de 800 terreiros de matriz afro-brasileira na capital. Tendo em vista que são 800 mil habitantes no município, existe praticamente um terreiro para cada mil habitantes. Além das religiões cristãs e monoteístas, no Piauí também se encontram seguidores de espiritualidades politeístas, como o Piaganismo, considerado a primeira religião neopagã brasileira.
O catolicismo no Piauí é uma das mais fortes expressões da identidade cultural e espiritual do estado, tendo raízes profundas desde o período colonial, quando padres jesuítas e outras ordens religiosas acompanharam os primeiros colonizadores na missão de evangelizar os povos indígenas e organizar a vida social. Ao longo dos séculos, a fé católica se enraizou nas comunidades rurais e urbanas, dando origem a uma rica tradição de festas religiosas, romarias, novenas e práticas populares. Exemplos marcantes dessa religiosidade são a Romaria de Santa Cruz dos Milagres, a Festa do Divino Espírito Santo em Amarante  e de Nossa Senhora das Dores em Teresina, e as celebrações da Semana Santa em várias cidades do interior.

### Composição étnica
| Cor/Raça             | Porcentagem |
| -------------------- | ----------- |
| Pardos               | 64,8%       |
| Brancos              | 22,6%       |
| Pretos               | 12,2%       |
| Amarelos e indígenas | 0,4%        |

Fonte: Censo 2022

## Política e governo

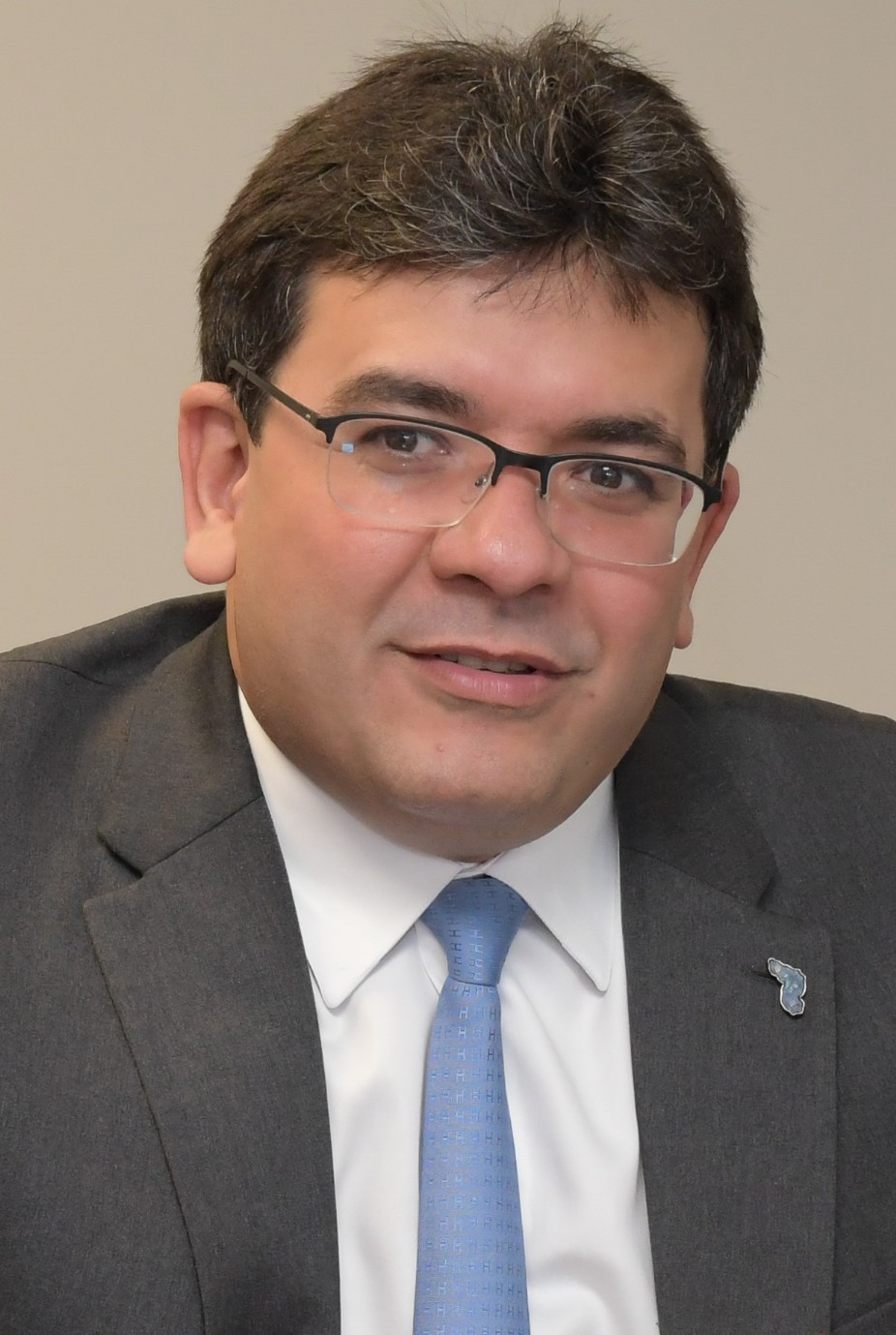
Rafael Fonteles (PT), o atual governador do estado

O estado do Piauí, assim como em uma república, é governado por três poderes, o executivo, representado pelo governador, o legislativo, representado pela Assembleia Legislativa do Estado do Piauí, e o judiciário, representado pelo Tribunal de Justiça do Estado do Piauí e outros tribunais e juízes. Além dos três poderes, o estado também permite a participação popular nas decisões do governo através de referendos e plebiscitos. A atual Constituição do Estado do Piauí foi promulgada em 1988, acrescida das alterações resultantes de posteriores Emendas Constitucionais.
O poder executivo piauiense está centralizado no governador do estado, que é eleito em sufrágio universal e voto direto e secreto pela população para mandatos de até quatro anos de duração, podendo ser reeleito para mais um mandato. O atual governador é Rafael Fonteles, do Partido dos Trabalhadores (PT). Ele foi eleito em primeiro turno em 2022 vencendo o atual prefeito de Teresina, Silvio Mendes.
O poder legislativo estadual é unicameral, constituído pela Assembleia Legislativa do Estado do Piauí, localizada em Teresina. Ela é constituída por 30 deputados, que são eleitos a cada quatro anos. No Congresso Nacional, a representação piauiense é de três senadores e dez deputados federais.
O poder judiciário tem a função de julgar, conforme leis criadas pelo legislativo e regras constitucionais brasileiras, sendo composto por desembargadores, juízes e ministros. Atualmente, a maior corte do Poder Judiciário paulista é o Tribunal de Justiça do Piauí.

### Símbolos

Atual bandeira do estado do Piauí, alterada pela lei nº 5.507, de 17 de novembro de 2005.

A bandeira do Piauí foi adotada oficialmente através da lei nº 1.050, promulgada em 24 de julho de 1922 e alterada posteriormente pela lei ordinária no 5.507, de 17 de novembro de 2005. Possui as mesmas cores da bandeira do Brasil, o amarelo representa a riqueza mineral e o verde a esperança.
Inscrito dentro do retângulo azul, abaixo da estrela branca, está "13 DE MARÇO DE 1823", dia da Batalha do Jenipapo, que foi introduzida na alteração de 2005. O brasão do estado do Piauí foi adotado através da lei 1050, promulgada em 24 de julho de 1922.

## Subdivisões

Mapa dos municípios do Piauí

O Piauí é dividido em seis regiões geográficas intermediárias e dezenove Regiões geográficas imediatas.

### Regiões Geográficas Intermediárias
- Região Geográfica Intermediária de Teresina
- Região Geográfica Intermediária de Parnaíba
- Região Geográfica Intermediária de Picos
- Região Geográfica Intermediária de São Raimundo Nonato
- Região Geográfica Intermediária de Corrente-Bom Jesus
- Região Geográfica Intermediária de Floriano

### Regiões Geográficas Imediatas
- Teresina
- Amarante-Água Branca-Regeneração
- Campo Maior
- Valença do Piauí
- Barras
- Parnaíba
- Piripiri
- Esperantina
- Picos
- Paulistana
- Oeiras
- Simplício Mendes
- São Raimundo Nonato
- São João do Piauí
- Corrente
- Bom Jesus
- Floriano
- Uruçuí
- Canto do Buriti

O Governo Estadual do Piauí, para fins de planejamento e administração, dividiu a entidade em 12 Territórios de Desenvolvimento: 
- Planície Litorânea
- Cocais
- Carnaubais
- Entre Rios
- Vale do Sambito
- Vale do Rio Guaribas
- Chapada do Vale do Rio Itaim
- Vale do Canindé
- Serra da Capivara
- Vale dos Rios Piauí e Itaueiras
- Tabuleiros do Alto Parnaíba
- Chapada das Mangabeiras

## Economia

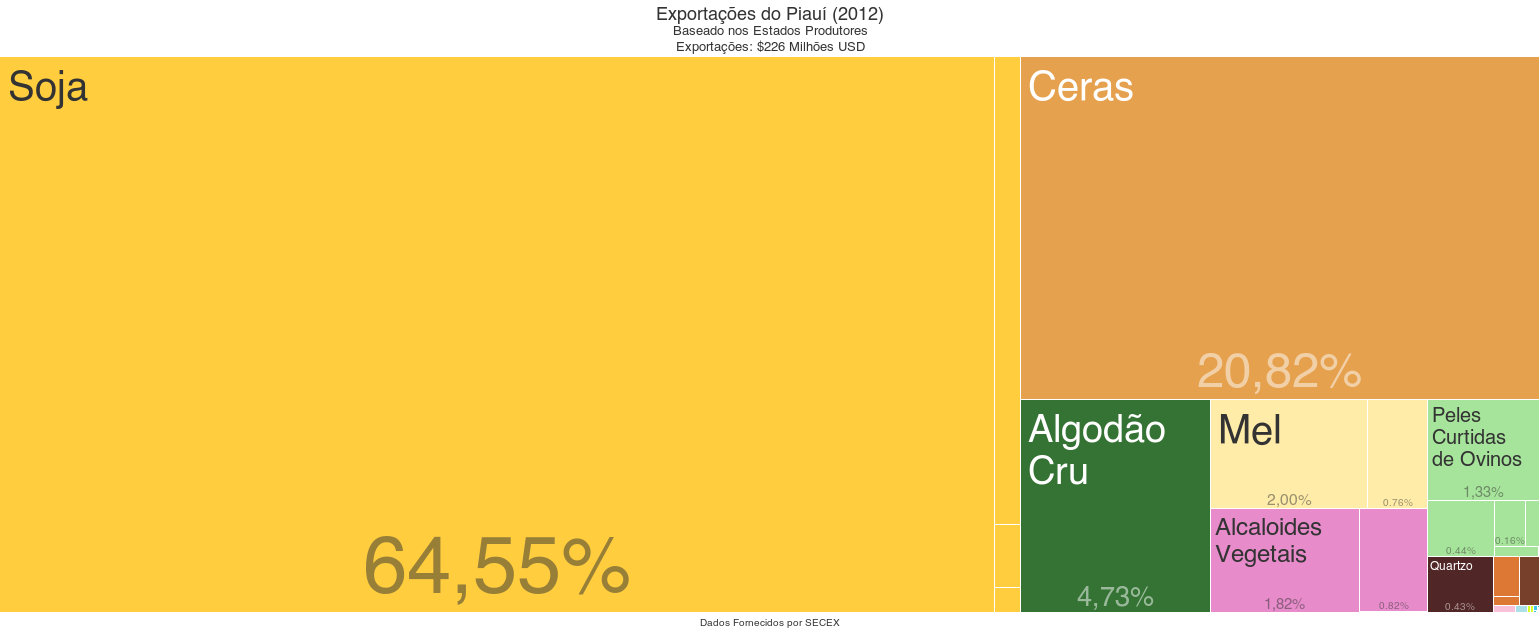
Exportações do Piauí - (2012).

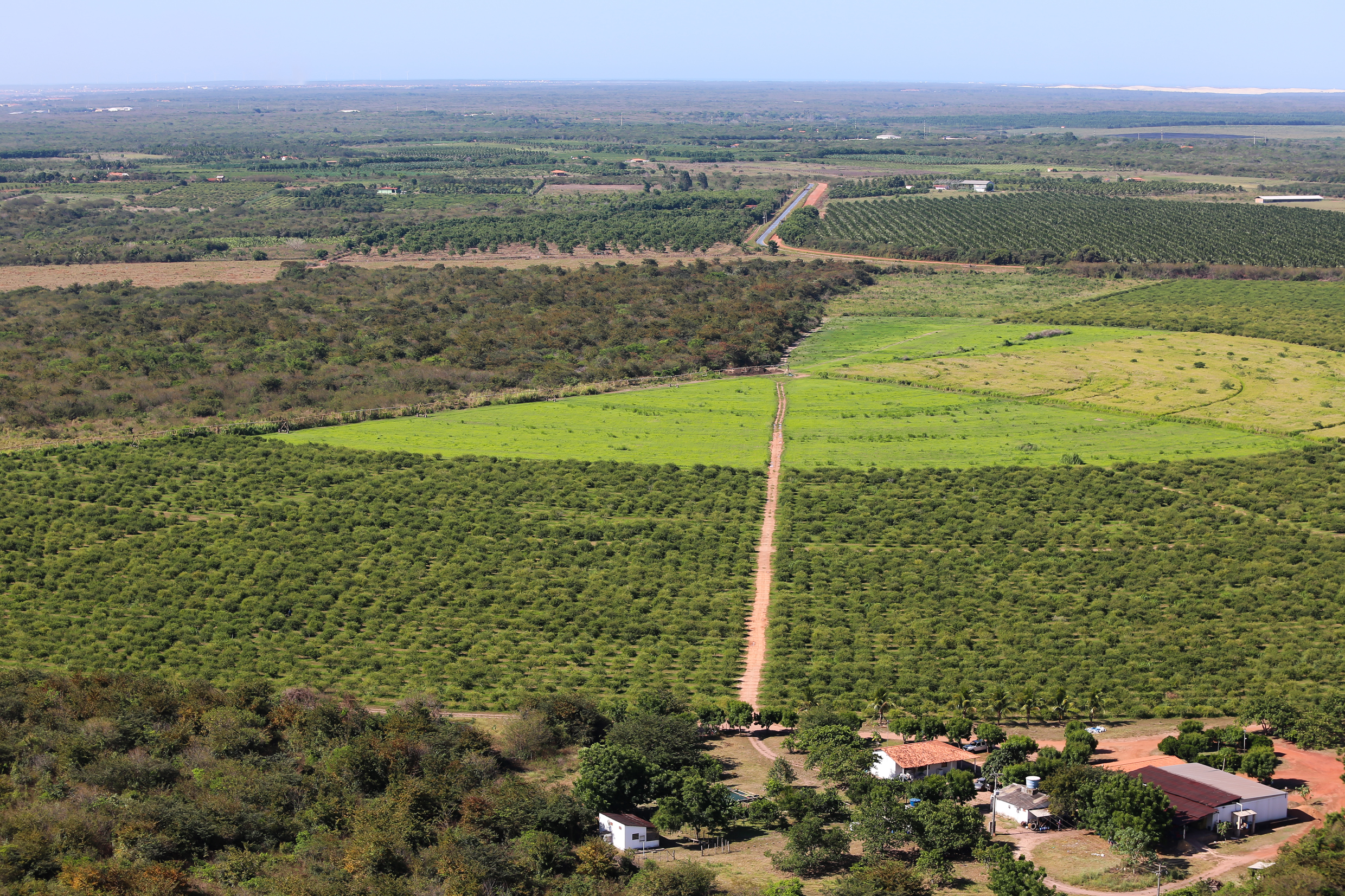
Perímetro irrigado no norte do estado.

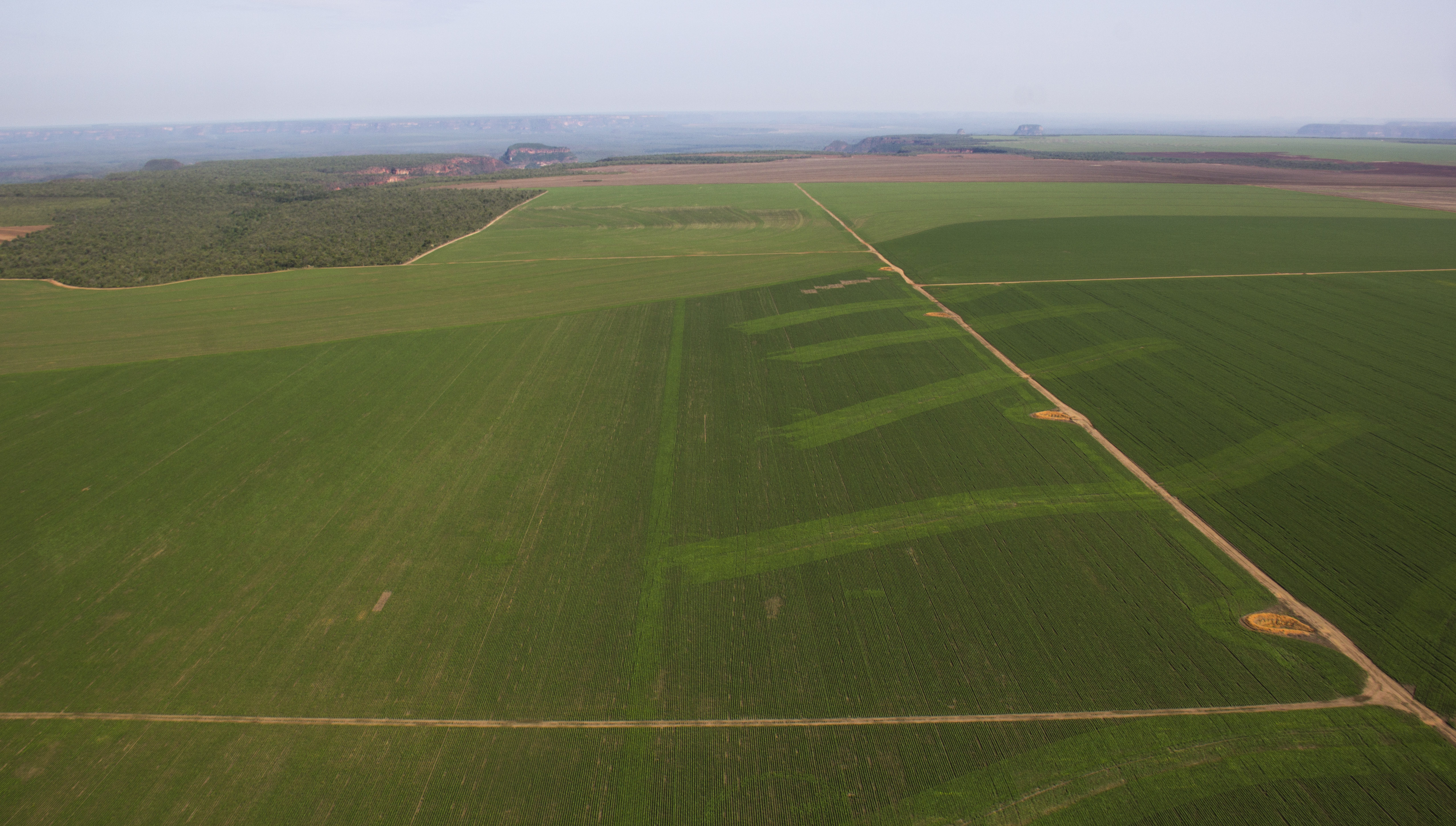
Plantação de Soja na região do Alto Parnaíba.

A economia do estado é baseada no setor de serviços (comércio), na indústria (química, têxtil, de bebidas), na agricultura (soja, algodão, arroz, cana-de-açúcar, mandioca) e na pecuária extensiva. Ainda merecem destaque a produção de mel, o caju e o setor terciário em Picos e produção de biodiesel através da mamona em Floriano. Sua pauta de exportação se baseou, em 2012, em soja (64,55%), ceras (20,82%), algodão cru (4,73%), mel (2,00%) e alcaloides vegetais (1,82%).
A pecuária foi a primeira atividade econômica desenvolvida no estado, fazendo parte de sua tradição histórica. O folclore e os costumes regionais derivam em grande parte da atividade pastoril. Entre os rebanhos, destacam-se os caprinos, bovinos, suínos, ovinos e asininos. A caprinocultura, por sua capacidade de adaptação a condições climáticas inóspitas, tem sido incentivada pelo governo, proporcionando meio de vida a significantes parcelas da população carente, principalmente nas regiões de Campo Maior e Alto Piauí. No Sul do estado, algumas fazendas estão investindo bastante na qualidade genética do rebanho, dentre as quais estão o município de Corrente, no sul do estado, que possui fazendas com um rebanho de alta qualidade genética, e em São Raimundo Nonato, onde a família Paes Ribeiro tem a maior criação de gado. A agricultura no Piauí desenvolveu-se paralelamente à pecuária, como atividade quase que exclusivamente de subsistência. Posteriormente, adquiriu maior caráter comercial, embora de forma lenta e insuficiente para abastecer o crescente mercado interno do Estado. Em 2018, o estado era o 3º maior produtor de grãos do Nordeste.
Entre as culturas tradicionais temporárias sobressaem-se a soja (2,4 milhões de toneladas em 2018, 3º maior produtor do Nordeste), o milho (1,5 milhão de toneladas em 2018, 2º maior produtor do Nordeste), a cana-de-açúcar (839 mil toneladas em 2018), a mandioca (365 mil toneladas em 2019) , o arroz (109 mil toneladas em 2019), o feijão (93 mil toneladas em 2019), o algodão herbáceo (24 mil toneladas em 2019) e o sorgo (23 mil toneladas em 2019). Entre as culturas permanentes, destacam-se a manga, a laranja, castanha-de-caju (2º maior produtor no Brasil, com 24.855 toneladas em 2018) e o algodão. A agricultura é forte em Altos (manga) e União (cana-de-açúcar).
Na mineração, o estado é considerado, por muitos, como a nova fronteira da mineração brasileira, destacando-se a diversidade mineral ali encontrada, como níquel, fósforo, mármore, calcário e ferro. Em Paulistana, encontra-se uma jazida de ferro estimada em 400 milhões de toneladas, enquanto em Capitão Gervásio Oliveira há reservas de níquel estimadas em 88 milhões de toneladas. Já na região de Pedro II, se localiza a única reserva de opala nobre fora da Austrália. O ferro extraído em Piripiri é exportado para outras partes do mundo.

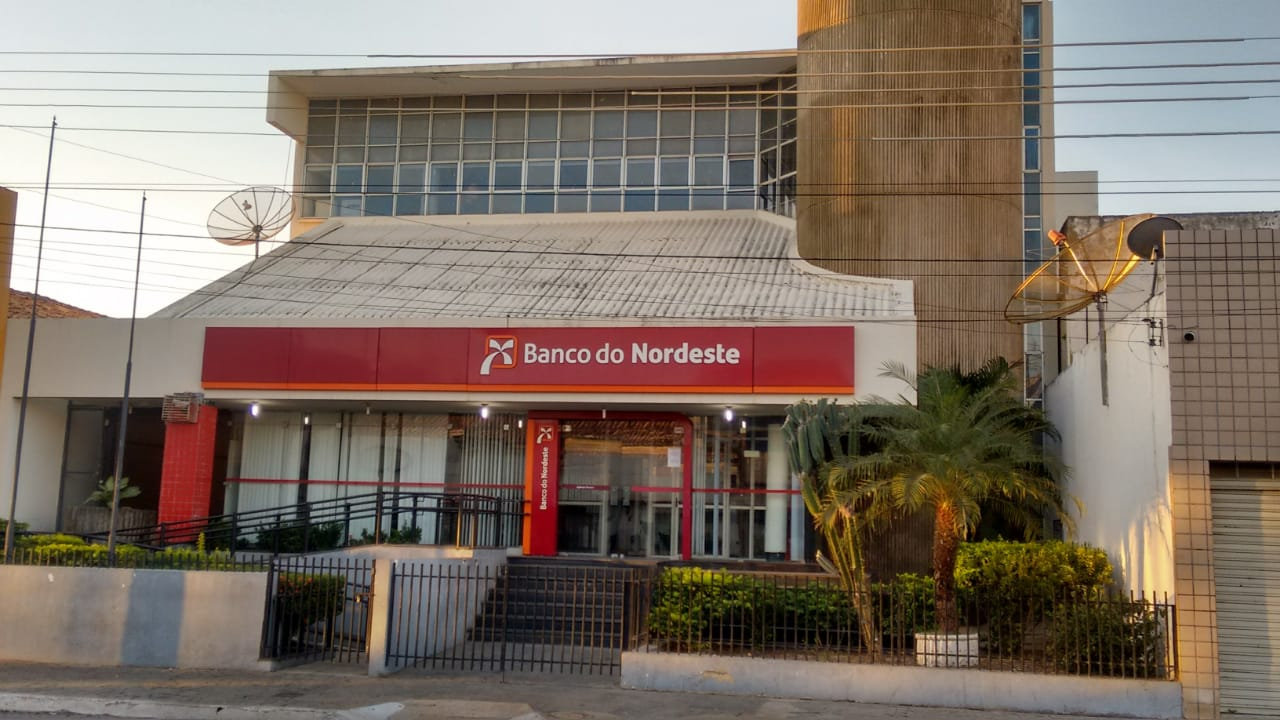
Agência do Banco do Nordeste no município de Floriano.

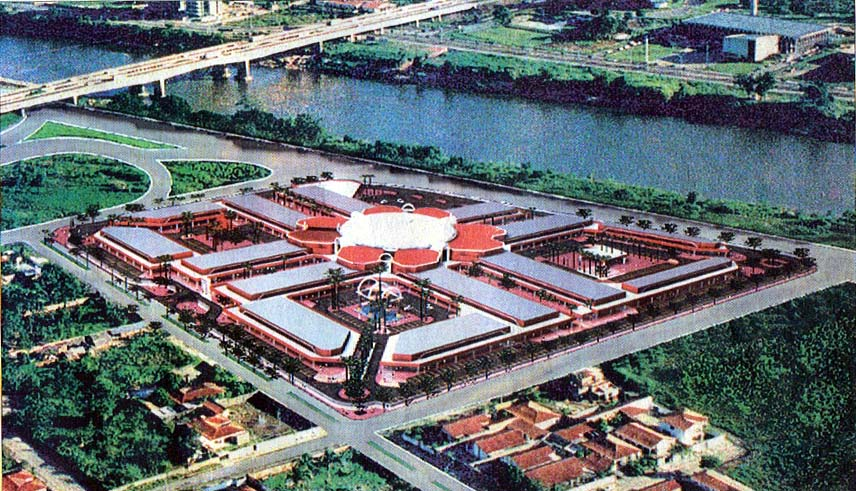
Shopping Riverside em Teresina.

O Piauí tinha em 2018 um PIB industrial de R$ 5,6 bilhões, equivalente a 0,4% da indústria nacional e empregando 56.851 trabalhadores na indústria. Os principais setores industriais são: Construção (44,4%), Serviços Industriais de Utilidade Pública, como Energia Elétrica e Água (28,5%), Alimentos (9%), Bebidas (6,2%) e Vestuário (1,3%). Estes 5 setores concentram 89,4% da indústria do estado.

### Turismo

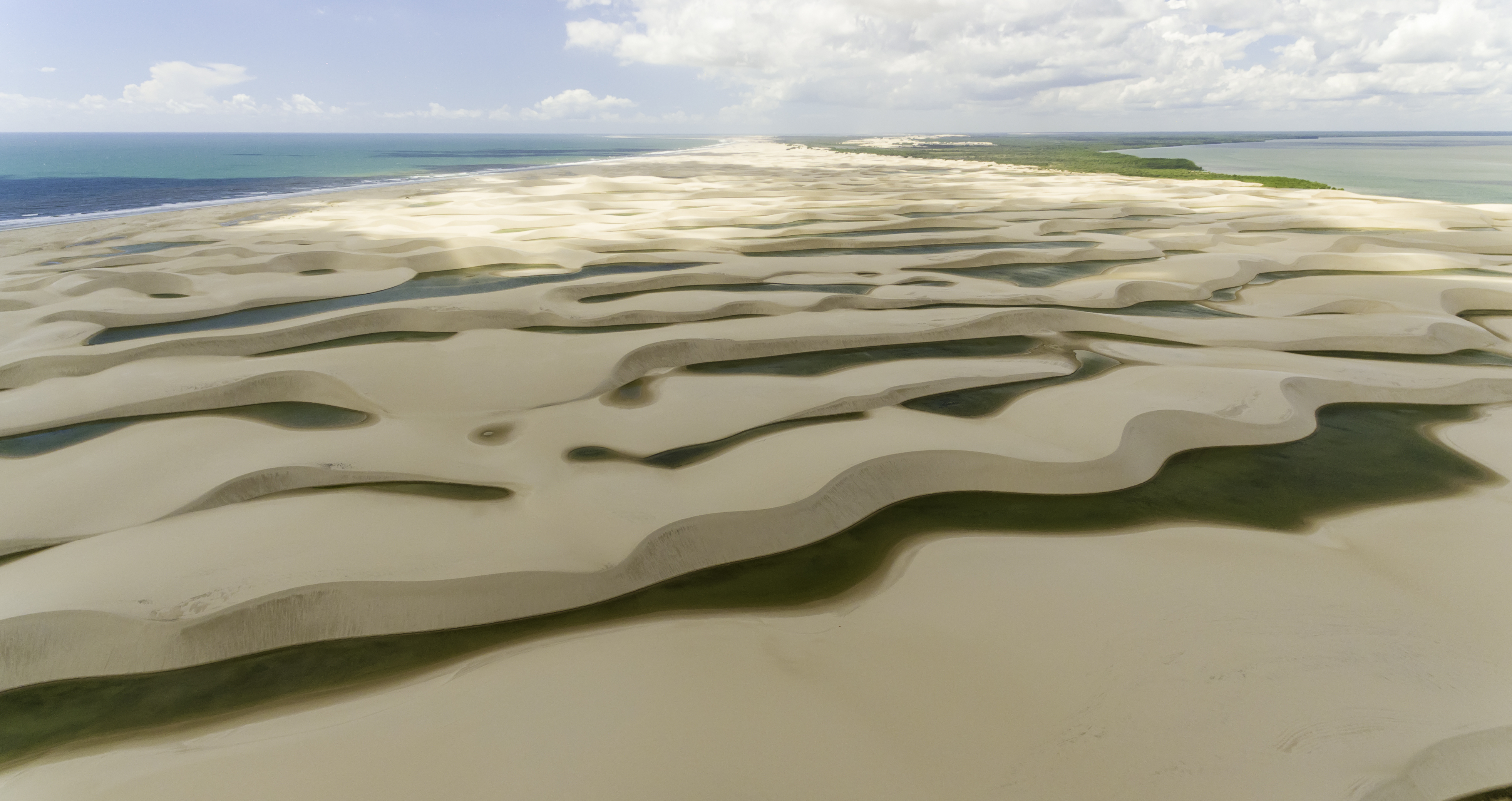
Imagem aérea do Delta do Parnaíba.

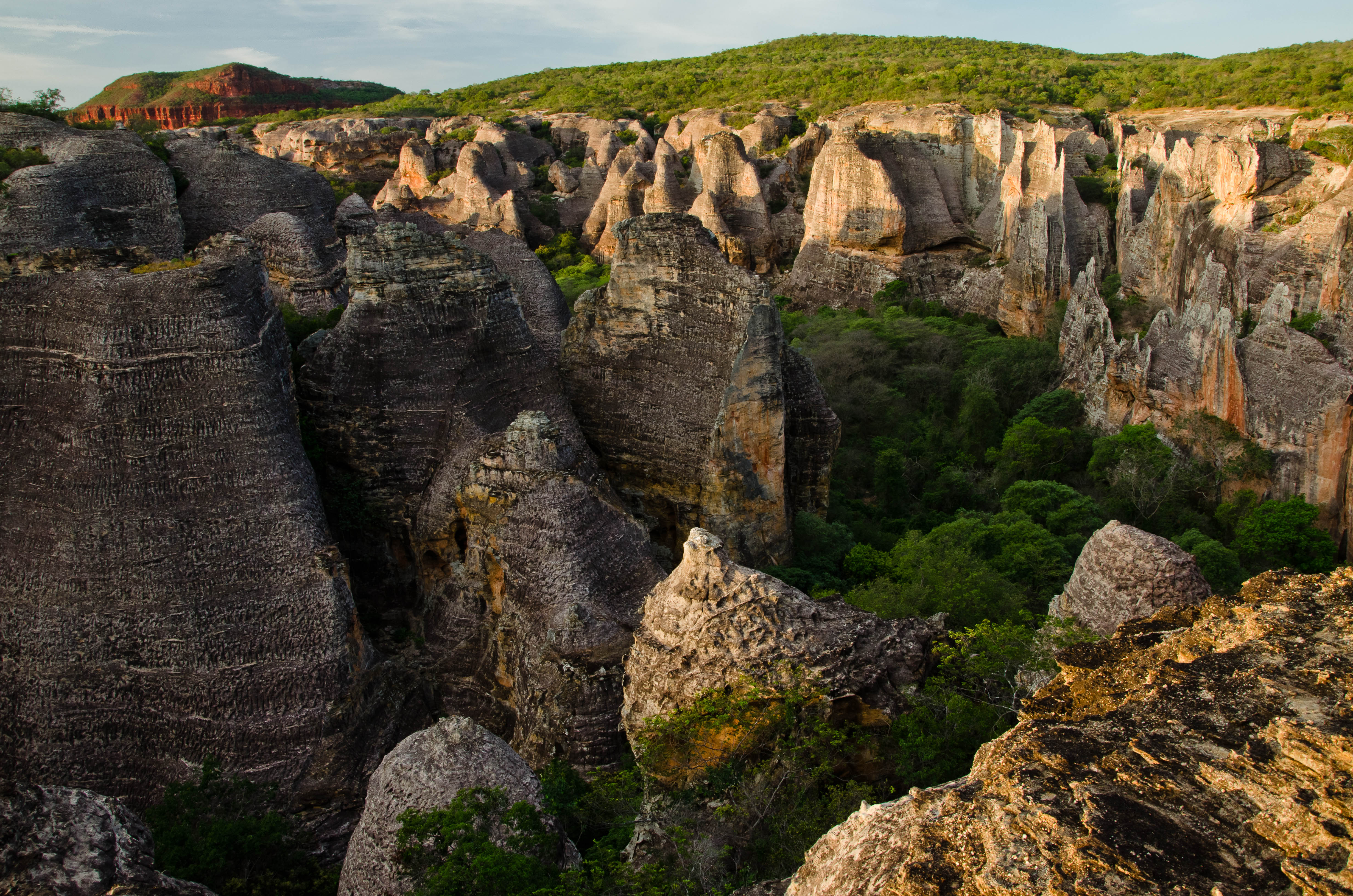
Panorama do Parque Nacional da Serra da Capivara.

Teresina é a única capital estadual do Nordeste que não está localizada no litoral e é considerada um ponto de entrada para os que visitam várias atrações do estado. Dentre os atrativos da capital piauiense, estão a Ponte Estaiada, o encontro dos rios Poti e Parnaíba, o Parque Zoobotânico, o Museu do Piauí, os parques Potycabana e da Cidadania.
Com 66 km, o litoral do Piauí é o menor dentre os estados litorâneos brasileiros e é marcado pelas dunas e lagoas. O Delta do Parnaíba, um dos maiores do mundo, é constituído de várias ilhas e é uma área de proteção ambiental com mangues, espelhos d’água e dunas. Parnaíba se destaca pelo seu centro histórico, Luís Correia por suas praias e Cajueiro da Praia, pela Praia de Barra Grande, uma das mais conhecidas do estado.
Dentre as principais atrações do interior estadual, destacam-se a Cachoeira do Urubu, no Rio Longá, entre Esperantina e Batalha, visitáveis no período de janeiro a maio, na época chuvosa; o Cânion do Poti, entre Castelo do Piauí, Juazeiro do Piauí e Buriti dos Montes, uma fenda geológica criada pelo Rio Poti ao longo de centenas de milhões de anos; o Parque Nacional da Serra da Capivara, na região de São Raimundo Nonato, que se destaca pelas pinturas rupestres e os artefatos e fósseis encontrados, que se encontram no Museu do Homem Americano, e Pedro II, conhecida por seu clima relativamente ameno, seu festival de inverno e o Mirante do Gritador.

## Infraestrutura

### Transportes

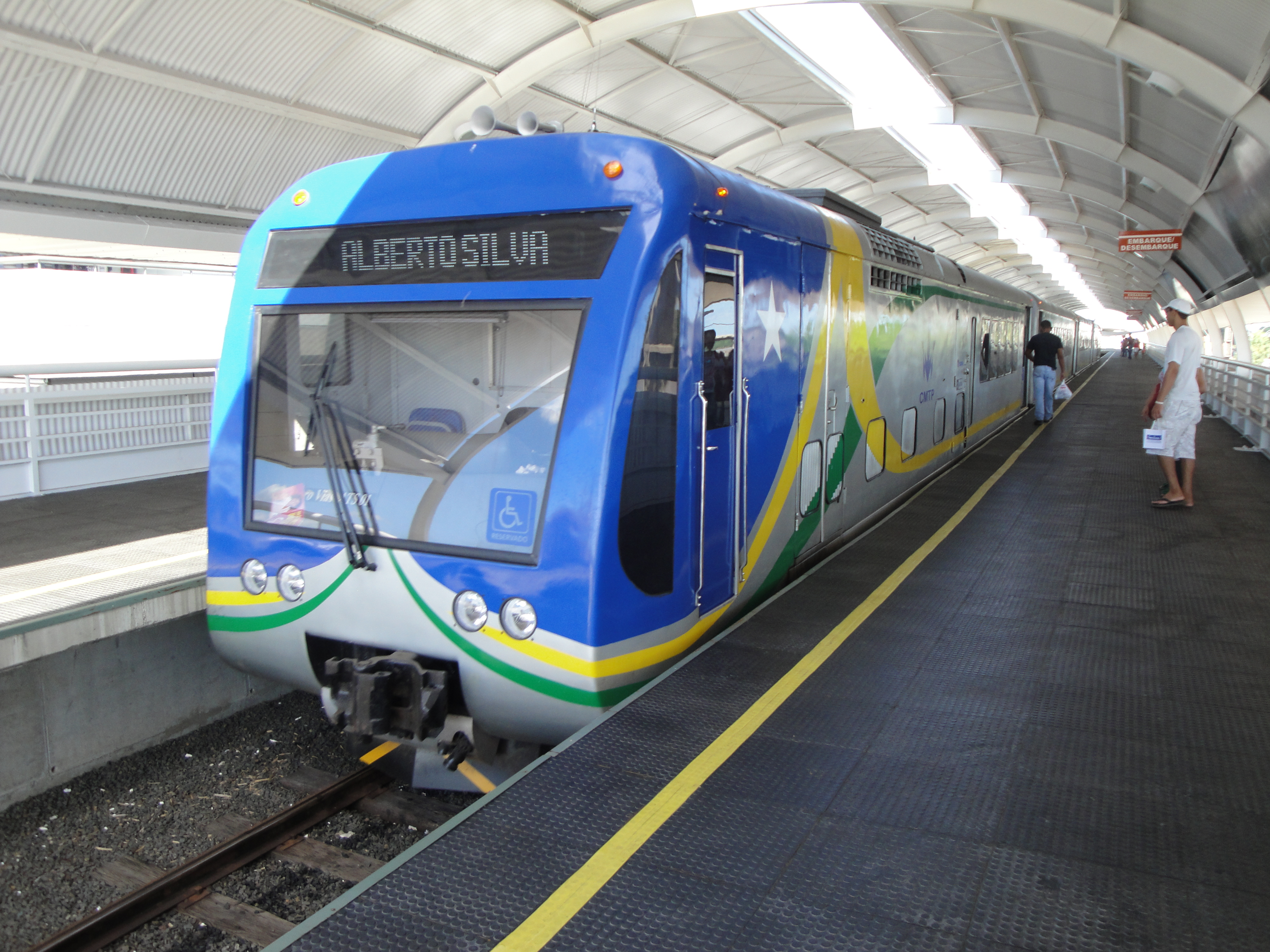
Metrô de Teresina.

Teresina possui uma rede de metrô, inaugurada em 1989, sendo um dos principais meios de transporte na capital piauiense. Há planos de prolongá-lo até a cidade vizinha de Altos.
A ferrovia São Luís-Teresina é responsável pela ligação entre o Piauí e o Porto do Itaqui, sendo utilizada principalmente para o transporte de combustíveis para a capital piauiense, além de movimentar cimento, contêiners e ferro-gusa. A Ferrovia Teresina-Fortaleza transporta gusa, produtos siderúrgicos, cimento, coque, farinha de trigo e minério entre essas cidades.

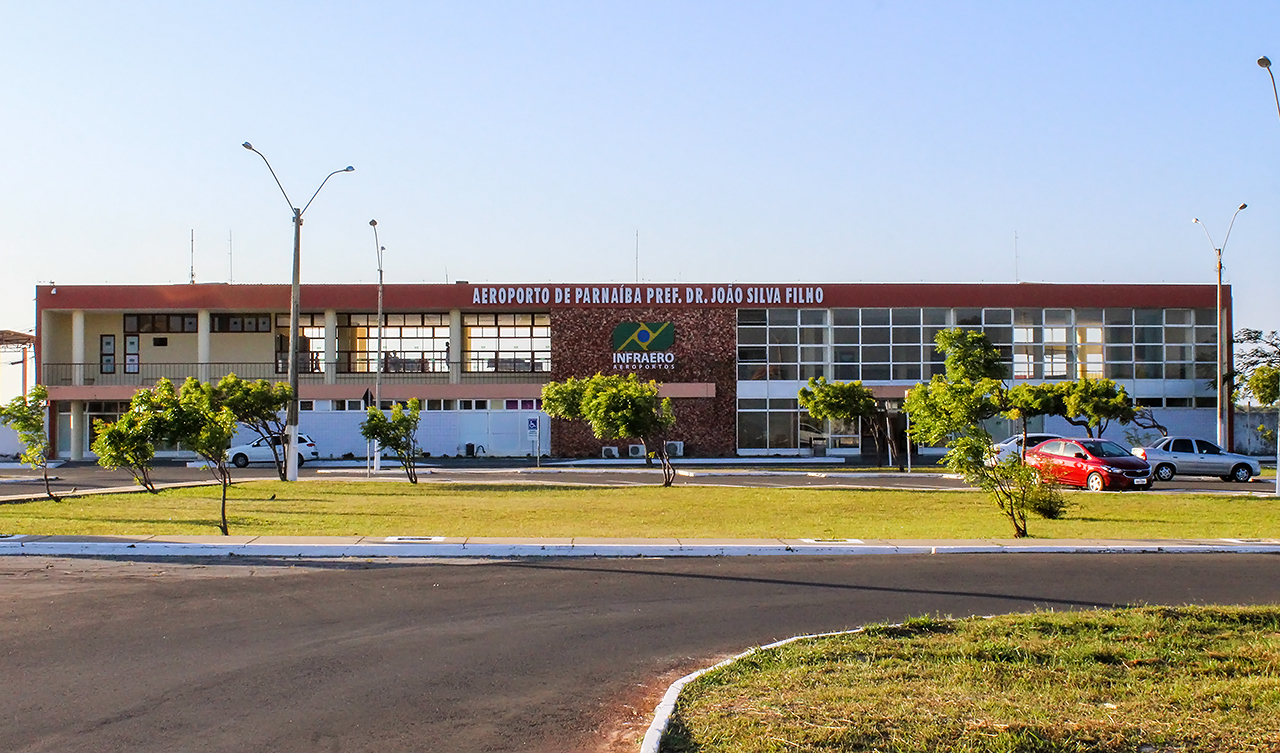
Aeroporto Prefeito Dr. João Silva Filho em Parnaíba

O Aeroporto de Parnaíba – Prefeito Dr. João Silva Filho está localizado em Parnaíba, principal cidade do litoral piauiense, recebendo voos regionais, nacionais e até internacionais. Localizado na região da Rota das Emoções, é a principal porta de entrada para essa rota turística, que inclui destinos como Jericoacoara, Camocim e os Lençóis Maranhenses. A pista de pouso e decolagem, com 2,5 mil metros de comprimento, está preparada para receber voos internacionais, fretados ou regulares.
O Aeroporto de Teresina - Senador Petrônio Portella (código ICAO:SBTE/código IATA:THE) foi inaugurado em 30 de setembro de 1967. Administrado pelo então Ministério da Aeronáutica, o aeroporto foi construído ao norte da capital piauiense, numa região situada entre os rios Poti e Parnaíba. Em 2000, de acordo com a lei nº 9.942, de 22 de dezembro de 1999, o aeroporto foi renomeado para Aeroporto de Teresina/Senador Petrônio Portella, em homenagem ao ilustre político piauiense Petrônio Portella Nunes, que foi prefeito de Teresina, deputado estadual, governador do Piauí, senador, presidente do Congresso Nacional e ministro da Justiça.

### Energia
O Piauí tem uma matriz energética diversificada, composta pela Usina Hidrelétrica de Boa Esperança, localizada no rio Parnaíba, o Parque Solar Nova Olinda, além da geração eólica em usinas como Delta 1 e 2, Padra do Sal, Araripe I, Araripe II, Araripe III e Chapada do Piauí. Em 2018, o estado foi o 3º maior produtor de energia eólica no Brasil, sendo essa a principal fonte energética do estado, com  1.443,10 MW de capacidade instalada.

## Cultura

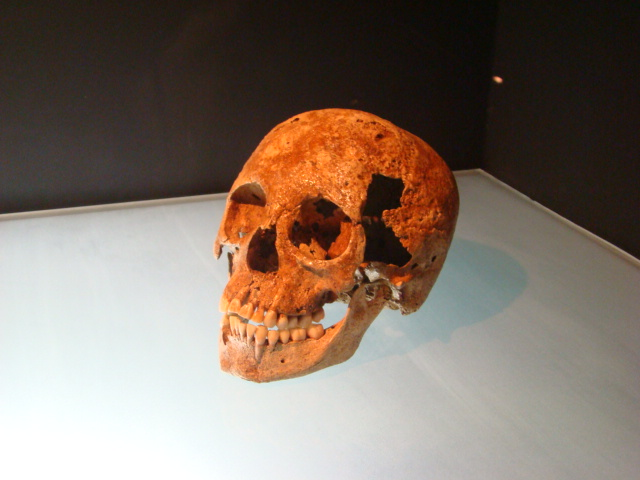
Crânio humano exposto no Museu do Homem Americano

Devido ao seu tamanho e diversidade de clima, vegetação e relevo, o Piauí é rico em manifestações culturais, com influências portuguesas, indígenas e africanas.
As cidades do estado possuem festas dedicadas ao seu respectivo santo padroeiro. Dentre os folguedos, destacam-se o bumba-meu-boi, realizado em fins de julho, e as folias de Reis e do Divino Espírito Santo.

### Culinária

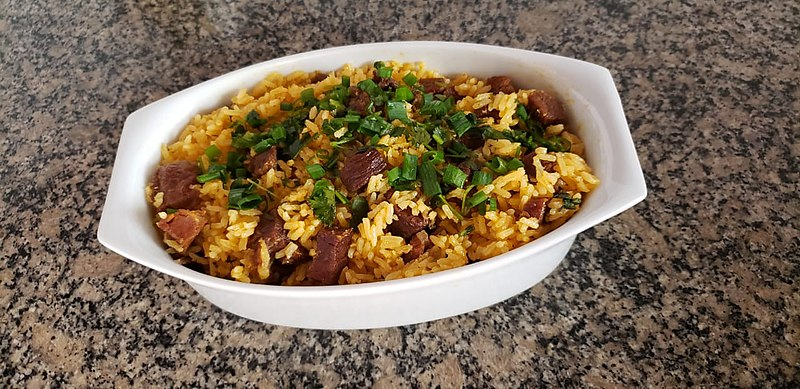
Maria-isabel, um dos pratos típicos piauienses.

A culinária piauiense utiliza em grande quantidade temperos, como o coentro, cebolinha verde, pimenta-de-cheiro e farinha de mandioca. Dentre os pratos típicos dessa cozinha, estão o maria-isabel (arroz misturado com carne seca de boi ou bode), baião de dois (arroz e feijão com carne seca), sarapatel (cozido de miúdos de bode ou porco) e pacoça (carne de sol com farinha de mandioca). Vários pratos típicos do estado levam galinha e galinha d’angola, como a galinhada e o creme de galinha.
O caju também é um elemento importante da cozinha do Piauí, do qual são feitos doces e de cujo suco é feita a cajuína, bebida típica dessa unidade federativa brasileira.

### Festa junina
A Festa Junina é um festival cultural inspirado nas tradições portuguesas, em que o dia de São João, em 24 de junho, é uma das festas mais antigas e populares do ano. As festividades iniciam-se tradicionalmente a partir do dia 12 de junho, na véspera do dia de Santo Antônio, e duram até o dia 29, que é o dia de São Pedro. Durante esses quinze dias, há fogueiras, fogos de artifício e danças folclóricas nas ruas.

### Esportes

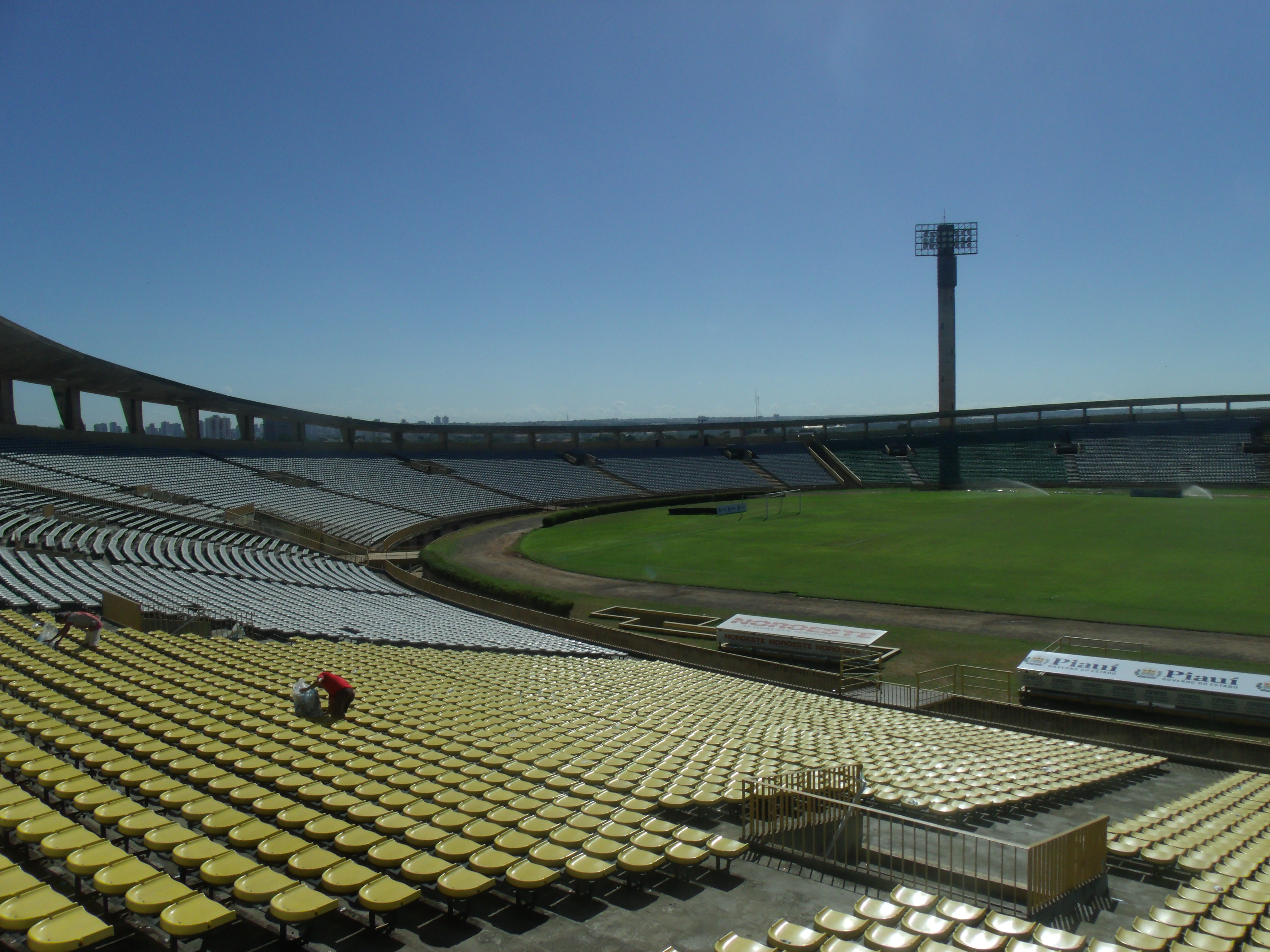
Estádio Governador Alberto Tavares Silva, em Teresina.

O Estádio Governador Alberto Tavares Silva, o Albertão, em Teresina, é o maior e o principal do estado, sendo um dos maiores do Brasil. Inaugurado em 1973 e com capacidade para 53 mil torcedores, possui uma grande importância para o futebol piauiense.
No estado, nasceram Sarah Menezes, campeã olímpica no judô; Kawan Pereira, o primeiro brasileiro a chegar a uma final olímpica nos saltos ornamentais; e Cruz Nonata da Silva, medalhista nos Jogos Pan Americanos.